# 5 Pułk Strzelców Podhalańskich (II RP)
5 Pułk Strzelców Podhalańskich (5 pspodh.) – oddział piechoty Armii Polskiej we Francji i Wojska Polskiego w II Rzeczypospolitej.
Pułk wywodzi swój rodowód z jednostek formowanych w ramach Armii Polskiej we Włoszech. Utworzony we Francji, jako 4 pułk strzelców polskich Armii gen. Józefa Hallera, został w maju 1919 przetransportowany do Polski, a potem wysłany na front wojny polsko-ukraińskiej. Od 1920 walczył na froncie przeciwbolszewickim w składzie 11 Dywizji Piechoty. Za klęskę pod Radzyminem czasowo zawieszony. Po wojnie początkowo pełnił służbę na linii demarkacyjnej w rejonie Słucka, a potem w okolicach Nieświeża.
W okresie międzywojennym macierzystym garnizonem pułku był Przemyśl. Po reorganizacji wszedł w skład 22 Dywizji Piechoty Górskiej. W jej też składzie walczył przeciw Niemcom w kampanii wrześniowej.

## Formowanie i zmiany organizacyjne
5 pułk strzelców podhalańskich swój rodowód wywodzi od formowanego w listopadzie 1918 w obozach Santa Maria Capua Vetere i Casagiove na terenie Włoch 1 pułku strzelców im. Henryka Dąbrowskiego. Dowództwo nad obozami sprawował kpt. Marian Dienstl-Dąbrowa i w niektórych przedwojennych publikacjach jest on wymieniany jako pierwszy dowódca 5 pspodh. Bezpośrednie dowództwo nad formowanymi pododdziałami sprawował por. Henryk Witkowski. W tym okresie pułk nie posiadał broni, a szkolenie wojskowe polegało przede wszystkim na ćwiczeniu francuskiej musztry. Żołnierze posiadali mundury francuskie, a oficerowie otrzymali rogatywki takie, jakie noszone były w oddziałach polskich we Francji. 
Na początku stycznia 1919 oddział został przewieziony do Lotaryngii. Tam wszedł w skład Armii Polskiej we Francji i wcielony do 2 Dywizji Strzelców Polskich, jako „4 pułk Strzelców Polskich”.
Pułk został zorganizowany według etatów francuskich i uzbrojony we francuską broń. Dowódcą pułku mianowano podpułkownika armii francuskiej Franciszka Kozłowskiego (niedługo potem zastąpił go płk Marius Mercier). Początkowo obsadę dowódczą od dowódcy kompanii wzwyż stanowili oficerowie francuscy, a oficerowie Polacy byli ich dublerami. O polskim charakterze pułku świadczyły: czapka rogatywka z polskim orłem, emblematy w postaci orłów polskich haftowanych na amarantowym polu noszone na naramiennikach kurtek, orły na guzikach oraz noszone na kołnierzach kurtek i płaszczy sukienne patki barwy jasnoniebieskiej z numerem pułku lub batalionu i trąbką strzelecką wyciętą z zielonego sukna.
25 kwietnia z Saint-Dizier wyjechał do Polski pierwszy transport z żołnierzami pułku. Jego poszczególne kompanie stanowiły ochronę transportów, którymi przewożono sprzęt i amunicję armii gen. Hallera. Po przybyciu wszystkich pododdziałów, pułk został skoncentrowany w Hrubieszowie. Tu zmienił nazwę na „4 pułk strzelców pieszych”. W sierpniu 1919 dowództwo poszczególnych pododdziałów pułku przeszło w ręce oficerów Polaków, a Francuzi zaczęli pełnić funkcje doradcze. 1 września, w wyniku scalenia Armii Polskiej we Francji z armią krajową, oddział został przemianowany na „46 pułk Strzelców Kresowych”. W grudniu odeszli z pułku oficerowie francuscy oraz utworzony został w Samborze jego batalion zapasowy.
31 sierpnia 1920 roku ogłoszono rozkaz L. O.I. 10412.Org. Ministra Spraw Wojskowych generała porucznika Kazimierza Sosnkowskiego z 17 sierpnia 1920 roku w sprawie czasowego rozwiązania 46 pp: „zatwierdza się rozporządzenie Dowództwa Frontu Północnego dotyczącego rozwiązania 46 pp za sromotne opuszczenie stanowisk pod Radzyminem w nocy z 13 na 14 sierpnia br. i wcielenia go do 19 Dywizji Piechoty, która kontratakiem odzyskała utracone pozycje. Pułk ten powstanie znów dopiero w chwili, gdy 11 Dywizja Piechoty odkupi winę swojego pułku przez wybitne, waleczne i skuteczne zachowanie się w boju. Rozkaz powyższy należy ogłosić wszystkim oddziałom w kraju i na froncie, ażeby służył za przestrogę przed hańbiącym zachowaniem się przed nieprzyjacielem”.
9 listopada 1920 roku Minister Spraw Wojskowych działając na podstawie wniosku Naczelnego Dowództwa WP anulował zarządzenie L. 16871/Mob. w sprawie rozwiązania baonu zap. 46 pp oraz polecił przemianować ponownie stacjonujące w Samborze baon zap. 85 pp i PKU Nr 85 na baon zap. 46 pp i PKU Nr 46.
14 grudnia 1920, w Dzienniku Rozkazów MSWojsk. opublikowano następujący rozkaz:

[…]Ze względu na zasługującą na pełne uznanie działalność bojową 46 pp. w okresie ofensywy naszej we wrześniu i październiku, a w szczególności podczas wypadów oddziałów 46 p.p. na Małorytę i Wielkorytę w dniu 8. 9, kiedy zdobyte zostały m.in. 2 nieprzyjacielskie pociągi pancerne, oraz podczas zdobycia przez 21 br. p. w walce z pięcioma pułkami sow. miasta Dziatkowicze i Zalesie w dniu 26.10. - któremi to czynami bojowemi 46 p.p. w zupełności zrehabilitował się w oczach Armii i zasłużył na odzyskanie miejsca w jej szeregach - znoszę na wniosek Nacz. Dow. W.P. rozkaz M.S.Wojsk. O.I nr 10412 Org. o czasowem rozwiązaniu 46 p.p[…]

## Pułk w walkach o granice
Działania na froncie ukraińskim i przeciwniemieckim
Wiosną 1919 pułk wziął udział w polskiej ofensywie na froncie przeciwukraińskim. 14 maja w rejonie Krystynopola przeszedł swój chrzest bojowy. W tym dniu zdobył Zuzel. W dalszych walkach z Ukraińcami nacierał wzdłuż linii Kłusów–Toporów–Jabłonówka–Busk. Z Buska pułk został skierowany do Lwowa, a stąd, w związku z koniecznością obrony granicy zachodniej, przerzucony został transportem kolejowym na teren Zagłębia Dąbrowskiego i od 27 maja działał w rejonie Olkusza. Systemem patroli ochraniał granicę polsko–niemiecką w rejonie Siewierza i Dąbrowy Górniczej. 23 października został skierowany w rejon Zawiercia. W połowie stycznia 1920 pułk wziął udział w obejmowaniu przyznanej Polsce części Pomorza. Jego pododdziały zajęły Grudziądz, Nowe, Skurcz, Starogard, Tczew. 10 lutego delegacja pułku uczestniczyła w Pucku w uroczystości zaślubin Polski z morzem
Walki na froncie przeciwbolszewickim - działania odwrotowe
26 maja pułk przetransportowany został z Inowrocławia do Nowoświęcian na front przeciwbolszewicki. Tu, w ramach polskiej kontrofensywy, 2 czerwca nacierał na Czerniły. W kolejnych dniach walczył z powodzeniem w rejonie Szyragi i jeziora Szo.
 4 lipca na Białorusi ruszyła ofensywa wojsk Tuchaczewskiego. Pułk rozpoczął działania odwrotowe. Wycofywał się wzdłuż linii: Dołhinów – Lida – Świsłocz – Zambrów – Ostrów – Wyszków – Radzymin. Miesięczny odwrót pułku oraz walki prowadzone w czasie jego trwania wpłynęły bardzo destrukcyjnie na morale jego żołnierzy. Pułk poniósł znaczne straty w zabitych, rannych, chorych i zaginionych. Było to ponad 300 żołnierzy, w tym 10 oficerów. Jego pododdziały miały małą wartość bojową, a przemęczeni żołnierzy byli mocno zdemoralizowani.
2 sierpnia pułk przybył do Ostrowi. Tu wydzielono z pułku I batalion por. Jana Zdziarskiego, a pozostałe bataliony weszły w skład odwodu armii i skoncentrowały się w rejonie Radzymina. Rozpoczęły się intensywne prace reorganizacyjne. Nowy dowódca 11 Dywizji Piechoty płk Bolesław Jaźwiński dokonał gruntownych zmian personalnych. Wymienił między innymi wszystkich dowódców batalionów. Zmiana nastąpiła też na stanowisku dowódcy pułku. W celu uzupełnienia stanów osobowych oraz wyposażenia pododdziały zostały przerzucone do Brzezin i Kątów. Tam 6 sierpnia uzupełniono pułk ponad 400 żołnierzami i włączono w struktury batalion 104 pułku piechoty (Ia). Batalion ten składał się głównie z ochotników, którzy nie przeszli prawie żadnego przeszkolenia wojskowego.
Pod Radzyminem
8 sierpnia pułk otrzymał rozkaz obsadzenia pododcinka „Radzymin” na szerokości od Helenowa do Łosia. Na lewo rozwinął się 48 pułk piechoty, a na prawym 47 pułk piechoty. Stanowisko dowodzenia dowódcy pułku zorganizowano w budynku dworca kolejowego w Radzyminie. Ze względu na czas, pozycje obronne pułku nie były w pełni rozbudowane pod względem inżynieryjnym. Okopy piechoty były zabezpieczone głównie jednym lub dwoma rzędami płotów z drutu kolczastego.
9 i 10 sierpnia bataliony zajęły swoje rejony obrony. Batalion la kpt. Ignacego Dorocińskiego (bez jednej kompanii) obsadził odcinek między Dybowem i Helenowem; Dowództwo batalionu mieściło się w budynku starostwa w Radzyminie. II batalion mjr. Tadeusza Kwiatkowskiego, wzmocniony jedną kompanią, zajął pozycje między wsiami Mokre i Dybów, a III batalion mjr. Konstantego Wołka-Łaniewskiego, bez jednej kompanii, stanowił odwód pułku i ześrodkował się w zachodniej części Radzymina. W tym czasie pułk liczył 2450 żołnierzy, posiadał 39 ckm-ów i bezpośrednio wspierać go miało 39 dział.  
Walki rozpoczęły się 12 sierpnia. Około 17.00 placówka 7 kompanii została zaatakowana przez sowiecki patrol konny. Placówka w nieładzie zaczęła opuszczać swe stanowiska, wycofując się w kierunku głównych pozycji obronnych. W tym czasie także zasadnicze stanowiska II/46 pp zostały ostrzelane ogniem artyleryjskim. Przez całą noc z 12/13 sierpnia na pozycjach batalionów la i II toczyły się zacięte walki, głównie na linii czat i placówek. Natarcia sowieckie powstrzymywane były ogniem broni maszynowej, a utracone pozycje odzyskiwano wyprowadzając kontrataki. Dowódcy musieli niejednokrotnie tłumić też panikę, jaka wkradła się w szeregi młodych żołnierzy.
W godzinach południowych 13 sierpnia walki ucichły, żołnierzom wydano obiad, a nastroje w pododdziałach poprawiły się. Około 17.00, po krótkim przygotowaniu artyleryjskim, Sowieci wznowili natarcie. Ich 80 Brygada Strzelców uderzyła wzdłuż drogi Kraszew – Radzymin. Ubezpieczenia polskie wycofywały się w nieładzie, a w ślad za nimi cała 12 kompania. Próby opanowania paniki nie powiodły się. Uciekała także 4 kompania ppor. Józefa Usiekniewicza i 2 kompania por. Andrzej Rodziewicza-Bielewicza, a za nią 1 kompania ppor. Jakuba Klotzela. Z powodu źle funkcjonującej łączności i braku należytego rozpoznania, dowództwo 46 pułku piechoty rozmieszczone w Radzyminie nie reagowało. Dopiero obserwatorzy artyleryjscy poinformowali płk. Bronisława Krzywobłockiego o sytuacji na przedpolu. Obecny w sztabie „stary” dowódca pułku mjr Józef Liwacz nakazał III/46 pp wzmocnionemu 3 kompanią wykonać kontratak w kierunku na Kraszew. Początkowe powodzenie kontrataku nie zostało wykorzystane i w ostateczności kompanie w panice zaczęły wycofywać się. Jedynie 10 kompania por. Władysława Wyziny w należytym porządku cofała się obchodząc Radzymin od północy. Tymczasem do miasta weszli już sowieccy żołnierze, a oficerowie sztabu 46 pułku piechoty nie byli w stanie opanować paniki. Dowódca pułku, płk Krzywobłocki, nie orientując się zupełnie w sytuacji, w jakiej znalazły się jego pododdziały, udał się wraz ze swym sztabem w ślad za uchodzącymi żołnierzami. W późnych godzinach wieczornych resztki I i II batalionu zaczęły zbierać się w rejonie Słupna. Tam również dołączył III batalion. Wieczorem 13 sierpnia płk Krzywobłocki został odwołany z funkcji dowódcy 46 pułku piechoty, a nowym dowódcą pułku został ponownie mjr Liwacz. Zostało też wszczęte śledztwa w związku z klęską pułku.
W nocy z 13/14 sierpnia trwały gorące przygotowania do odbicia Radzymina. Około 10.00 do natarcia ruszyła 1 Dywizja Litewsko-Białoruska. Z bezpośredniej styczności uderzyły też pułki 11 DP. 46 pułk piechoty, liczący wtedy zaledwie ok. 700 żołnierzy i kilka ckm-ów, zaatakował Cegielnię i zdobył ją. W efekcie dalszych działań Radzymin został odbity. Kolejne sowieckie przeciwnatarcia uzyskały jednak powodzenie, a stosujący manewr obejścia Sowieci zaatakowali tyły 46 pp zmuszając je do wycofania. Wycofać musiały się również oddziały 1 Dywizji Litewsko-Białoruskiej. Po południu dowódca Frontu Północnego gen. Józef Haller wprowadził w rejon walk swoją odwodową 10 Dywizję Piechoty. 15 sierpnia 46 pułk piechoty podporządkowany został dowódcy 1 DL-B i w jej składzie, ze zmiennym szczęściem, wziął udział w walkach pod Radzyminem. Utracone 13 sierpnia pozycje w rejonie Radzymina odzyskano dopiero 16 sierpnia. 17 sierpnia 46 pułk piechoty przeszedł do Jabłonny na krótki odpoczynek. Tam też nowym dowódcą pułku został ppłk Jan Branicki. 
Wydarzenia pod Radzyminem były przedmiotem specjalnego dochodzenia, którego konsekwencją było opublikowanie w Dzienniku Rozkazów MSWojsk. rozkazu o czasowym rozwiązaniu 46 pułku piechoty Strzelców Kresowych.
Pułk w ofensywie
25 sierpnia pułk został przewieziony do Brześcia nad Bugiem. Tam wziął udział w kilku wypadach przed przedni skraj. W dniach 6 i 7 września III/46 pp uderzał na Małorytaę. Zdobył dwa pociągi pancerne i wziął do niewoli wielu żołnierzy nieprzyjaciela. Po bitwie niemeńskiej pułk wziął udział w pościgu za nieprzyjacielem w kierunku na Słuck. W Słucku zastało żołnierzy pułku zawieszenie broni, a w dniach od 20 października do 20 listopada pułk pozostawał w rejonie tego miasta pełniąc służbę graniczną. 20 listopada, po wycofaniu z linii demarkacyjnej, przeszedł do Nieświeża.
Walki ofensywne przyczyniły się do zrehabilitowania pułku za jego klęskę pod Radzyminem, a minister spraw wojskowych gen. Kazimierz Sosnkowski cofnął swój rozkaz o czasowym rozwiązaniu pułku.
W czasie działań wojennych 46 pułk piechoty Strzelców Kresowych stracił 149 poległych żołnierzy, w tym 6 oficerów. 7 jego żołnierzy za męstwo na polu walki zostało odznaczonych Orderem Wojskowym Virtuti Militari V klasy, a 108 Krzyżem Walecznych.

### Kawalerowie Virtuti Militari
| Żołnierze pułku odznaczeni Krzyżem Srebrnym Orderu Wojskowego Virtuti Militari za wojnę 1920 roku | Żołnierze pułku odznaczeni Krzyżem Srebrnym Orderu Wojskowego Virtuti Militari za wojnę 1920 roku | Żołnierze pułku odznaczeni Krzyżem Srebrnym Orderu Wojskowego Virtuti Militari za wojnę 1920 roku |
| ------------------------------------------------------------------------------------------------- | ------------------------------------------------------------------------------------------------- | ------------------------------------------------------------------------------------------------- |
| por. Andrzej Biskupski (dowódca 9 kompanii)                                                       | plut. Józef Błaż                                                                                  | płk Jan Branicki (dowódca pułku)                                                                  |
| por. Antoni Czyżewski                                                                             | mjr Józef Liwacz (dowódca I batalionu)                                                            | kpr Jan Magdziarz                                                                                 |
| mjr Jan Zdziarski (dowódca I batalionu)                                                           |                                                                                                   |                                                                                                   |

## Pułk w okresie pokoju
Zakwaterowanie

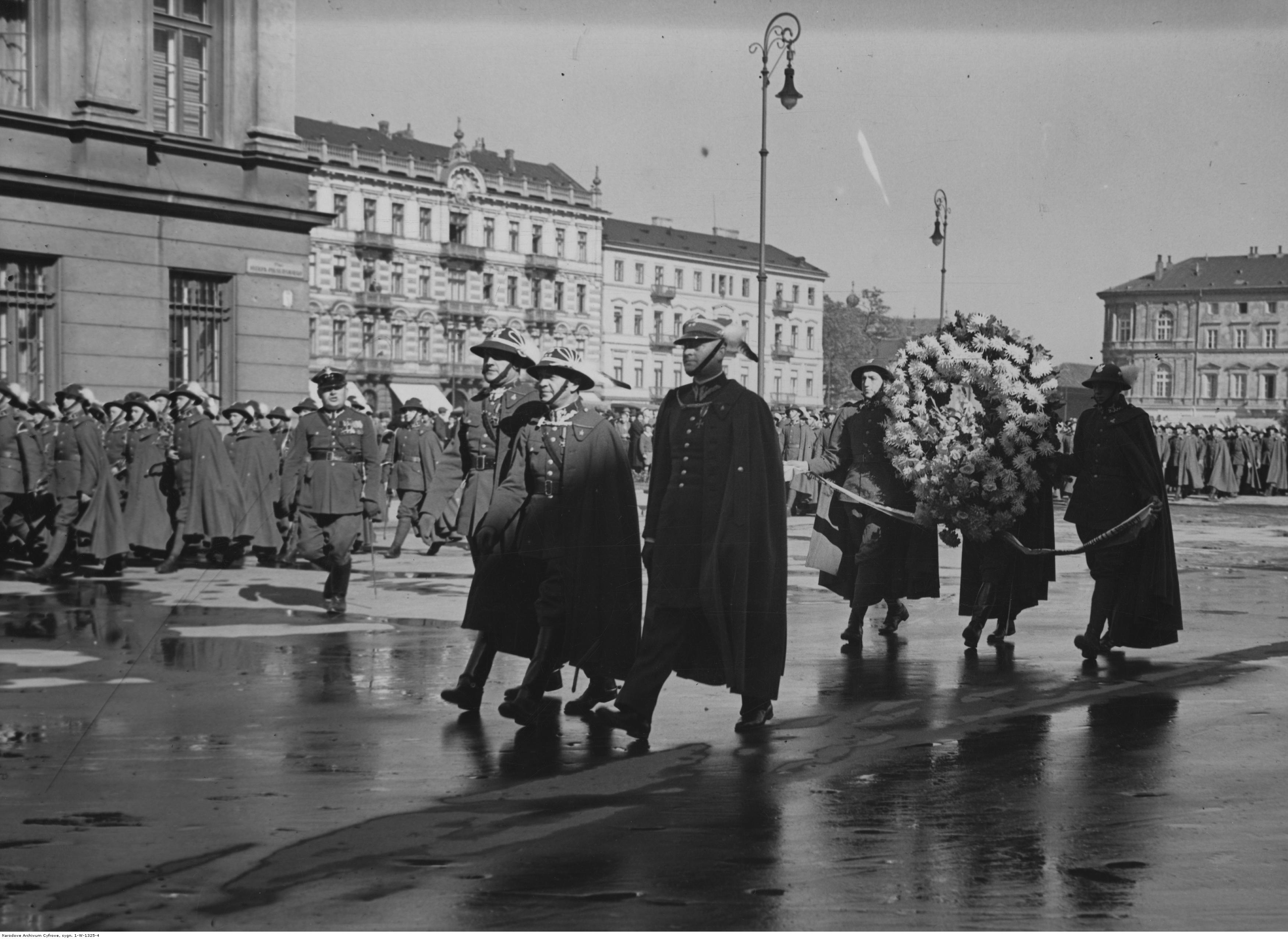
Wizyta 5 Pułku Strzelców Podhalańskich w Warszawie - delegacja składa wieniec; 1935 r.

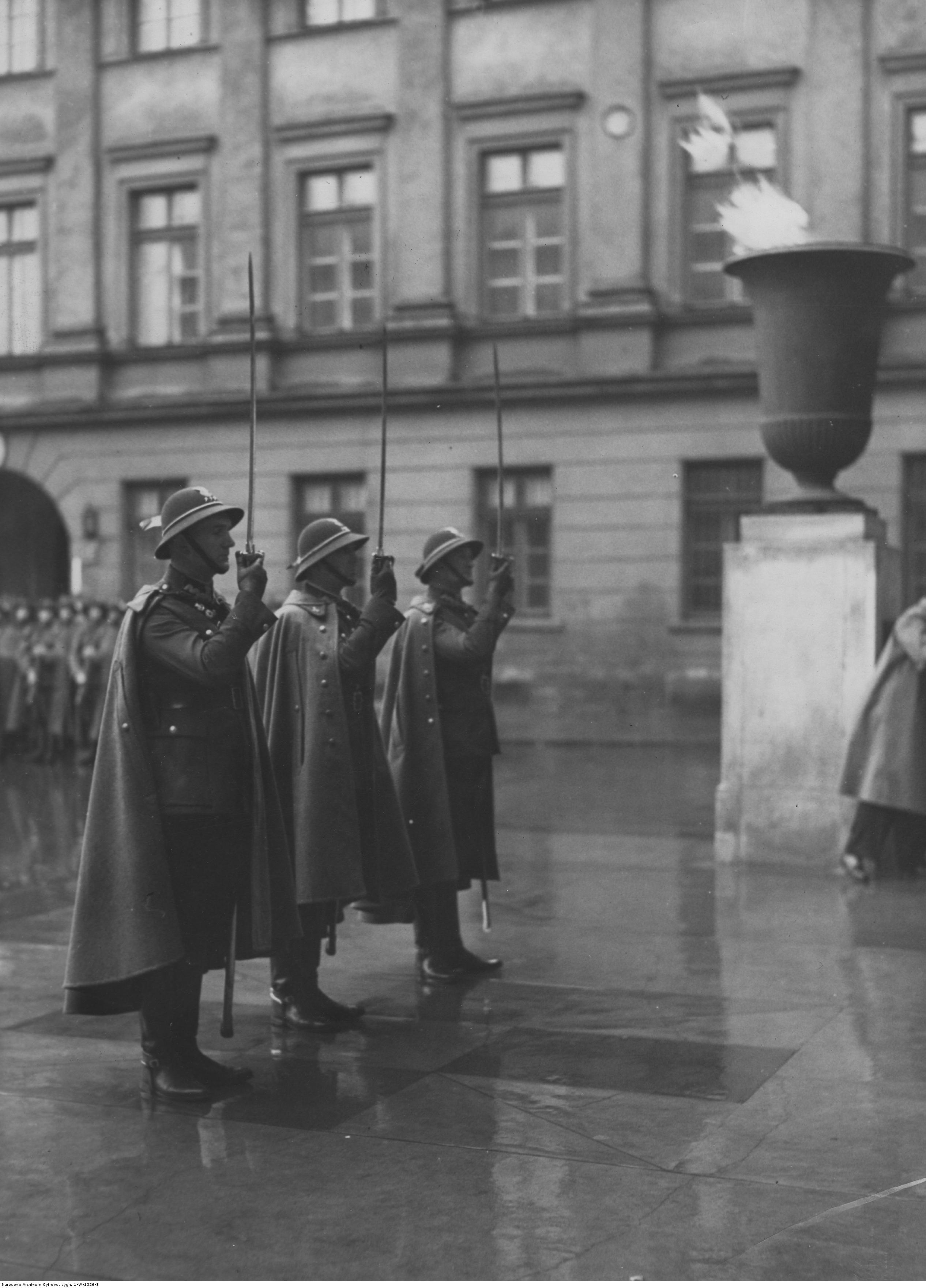
Trzej strzelcy podhalańscy salutują szablami przed Grobem Nieznanego Żołnierza w Warszawie; 1936 r.

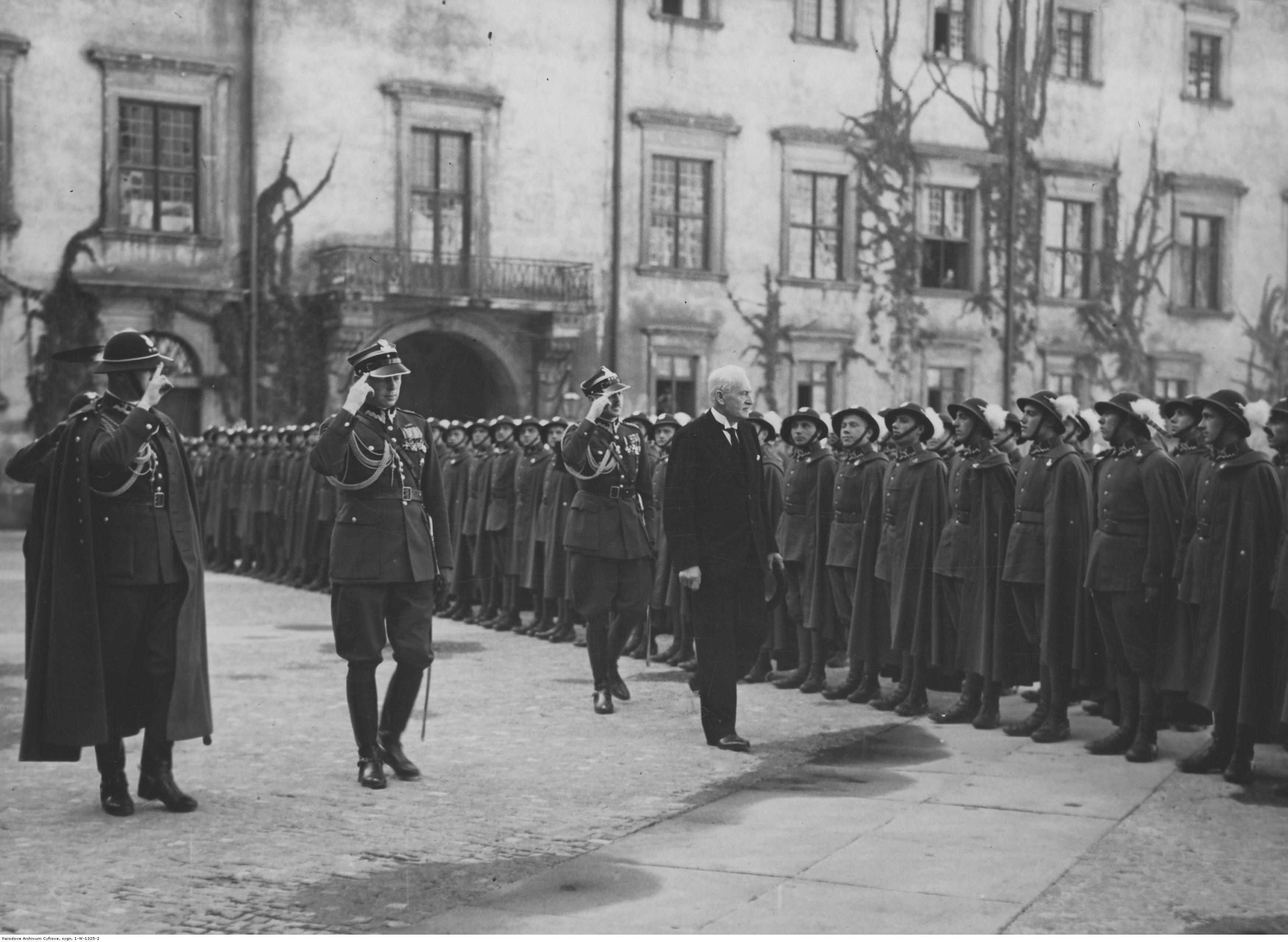
Wizyta 5 Pułku Strzelców Podhalańskich w Warszawie - prezydent Mościcki przed frontem Pułku

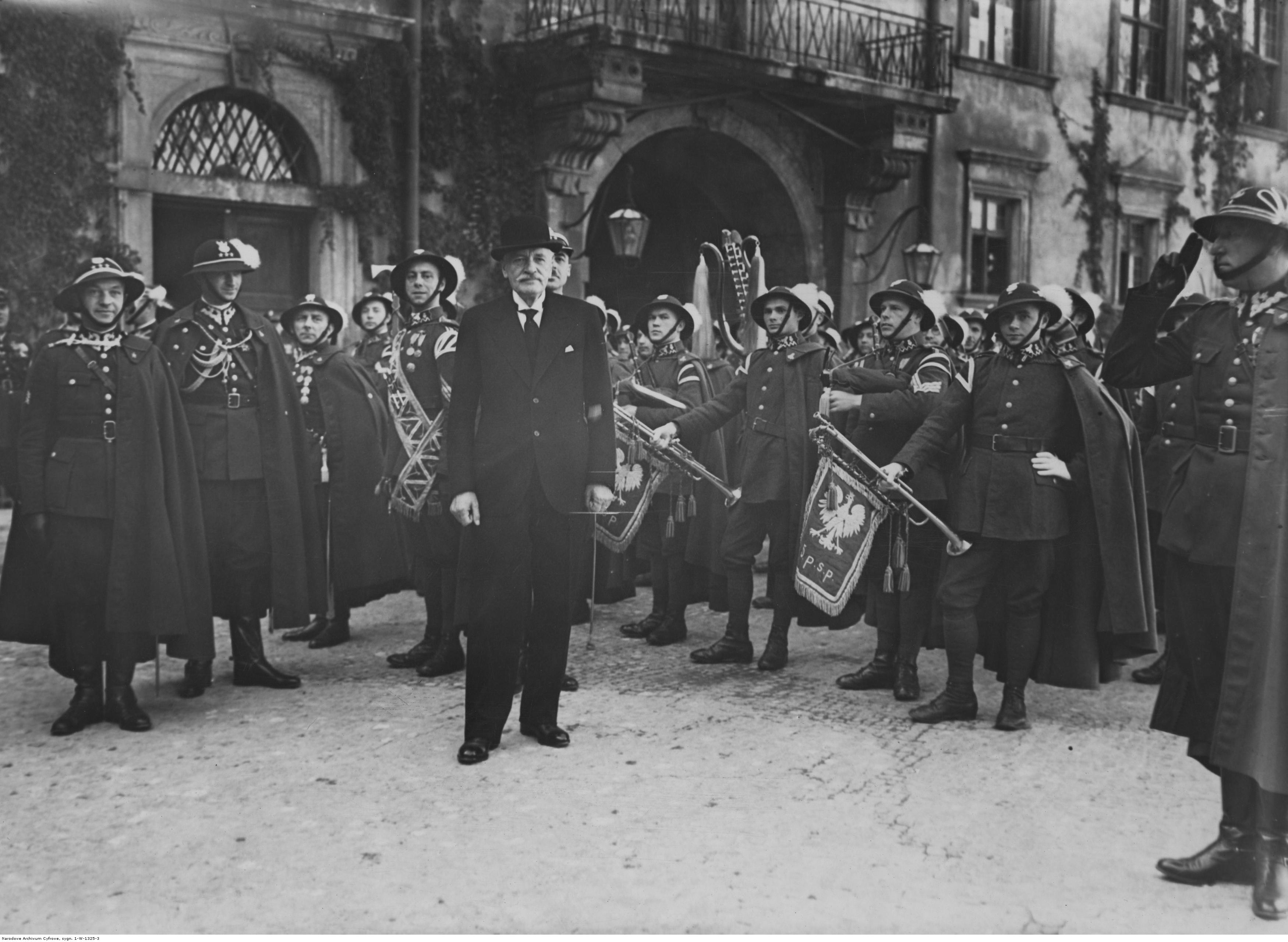
Wizyta 5 Pułku Strzelców Podhalańskich w Warszawie. Prezydent Mościcki wśród żołnierzy

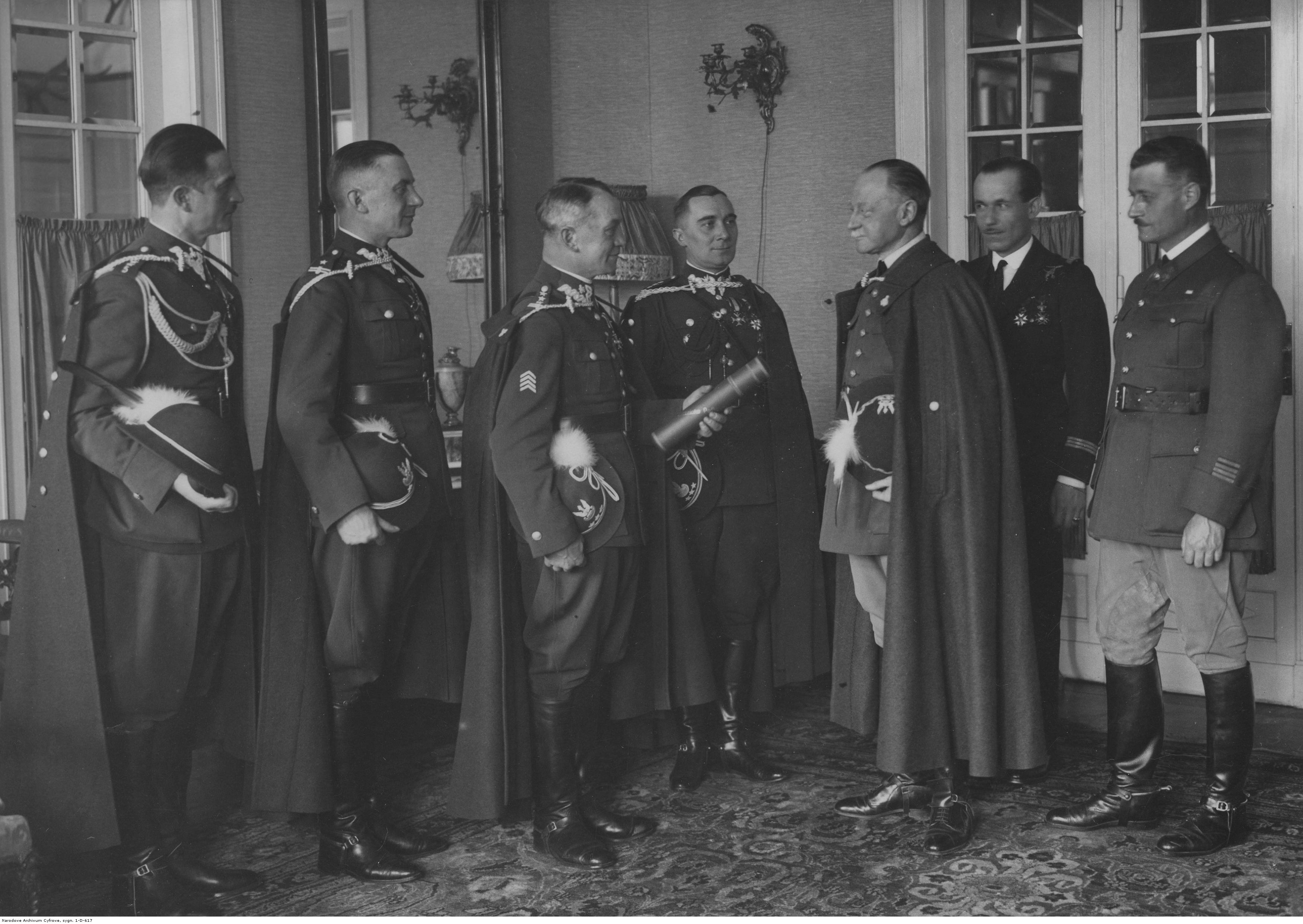
Odznaczenie attaché wojskowego Ambasady Francji odznaką 5 pspodh.

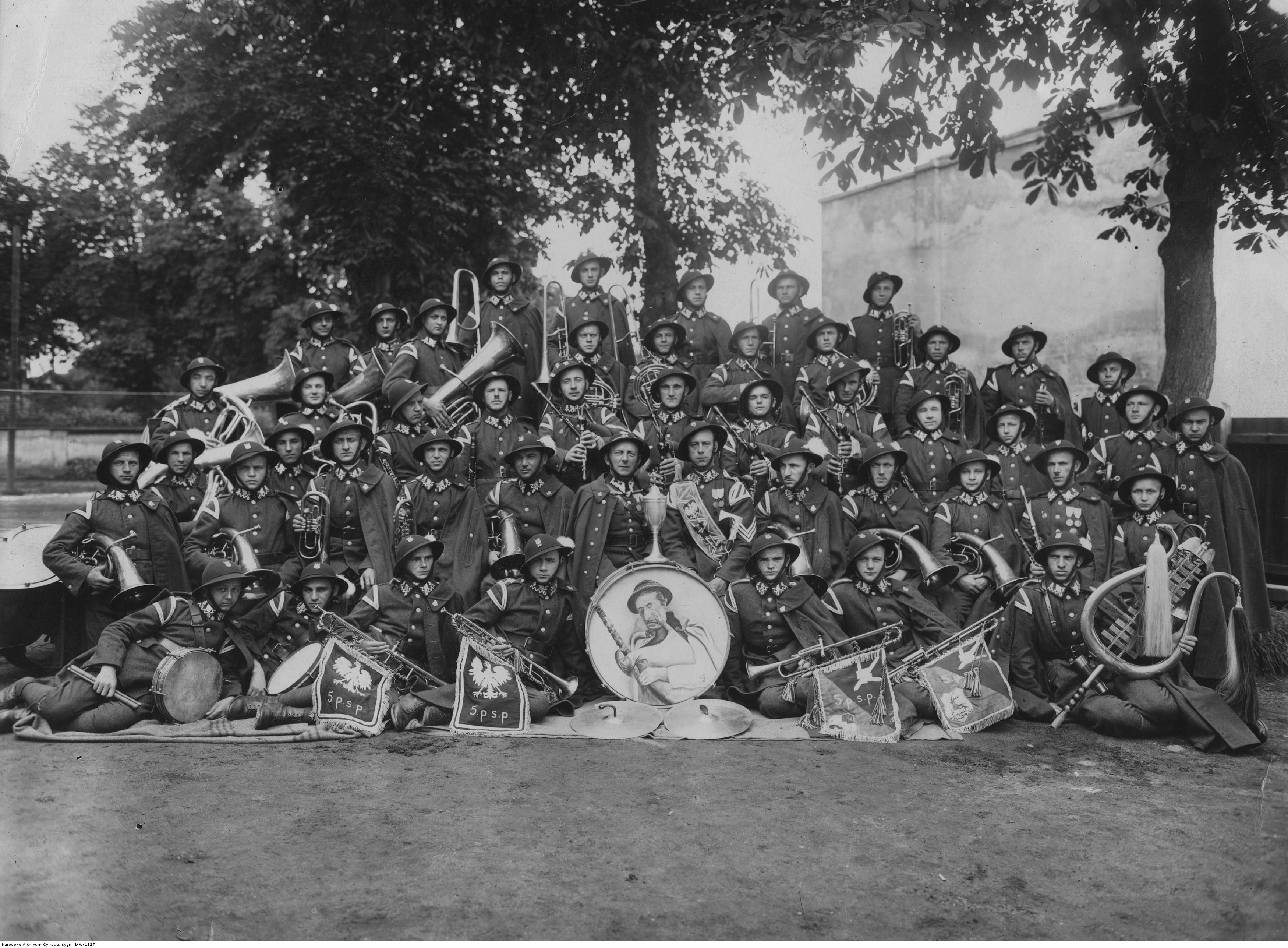
Orkiestra 5 Pułku Strzelców Podhalańskich w Przemyślu z pucharem za I miejsce w konkursie muzycznym

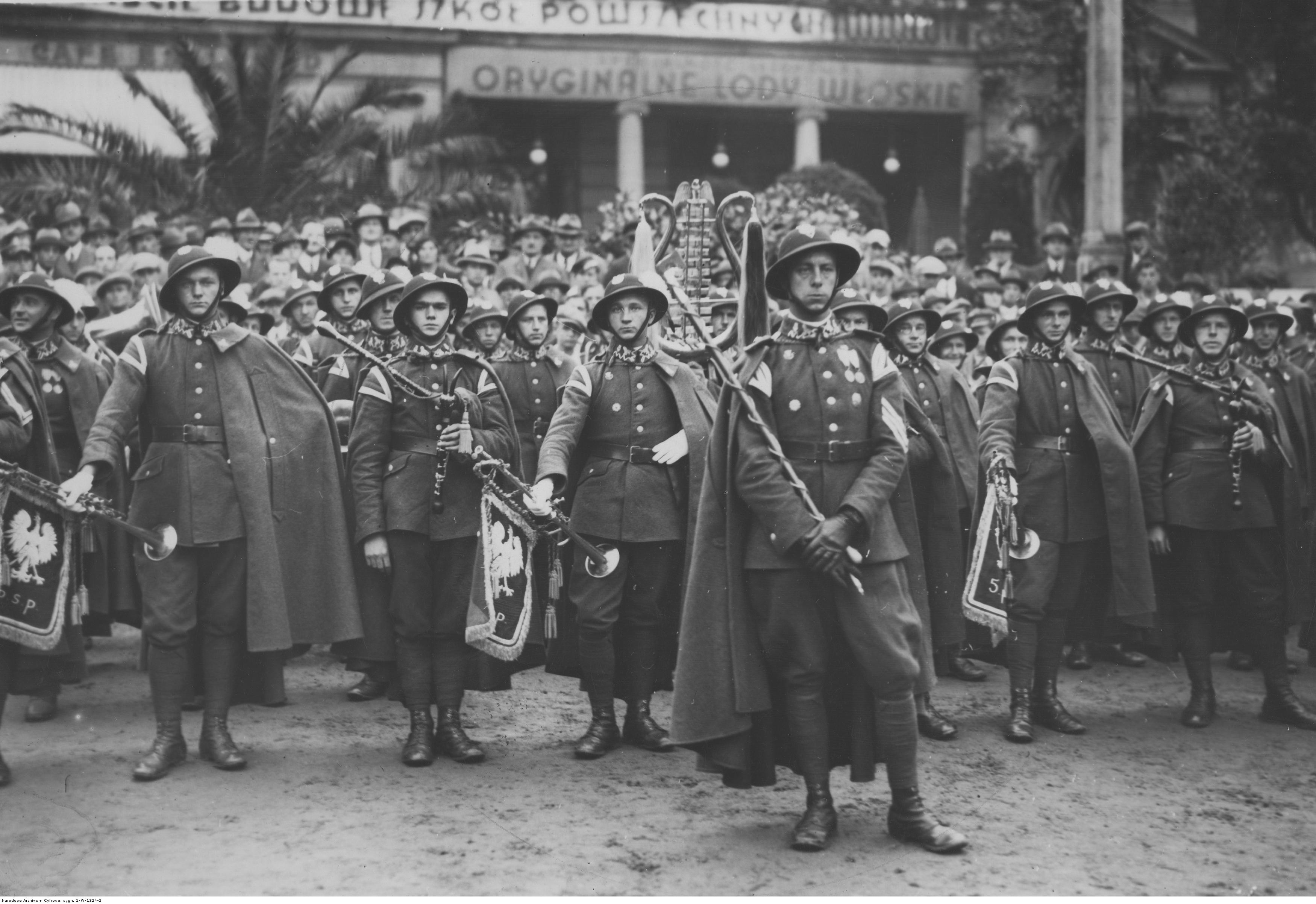
Wycieczka 5 Pułku Strzelców Podhalańskich do Poznania - orkiestra na pl. Wolności; 1935 r.

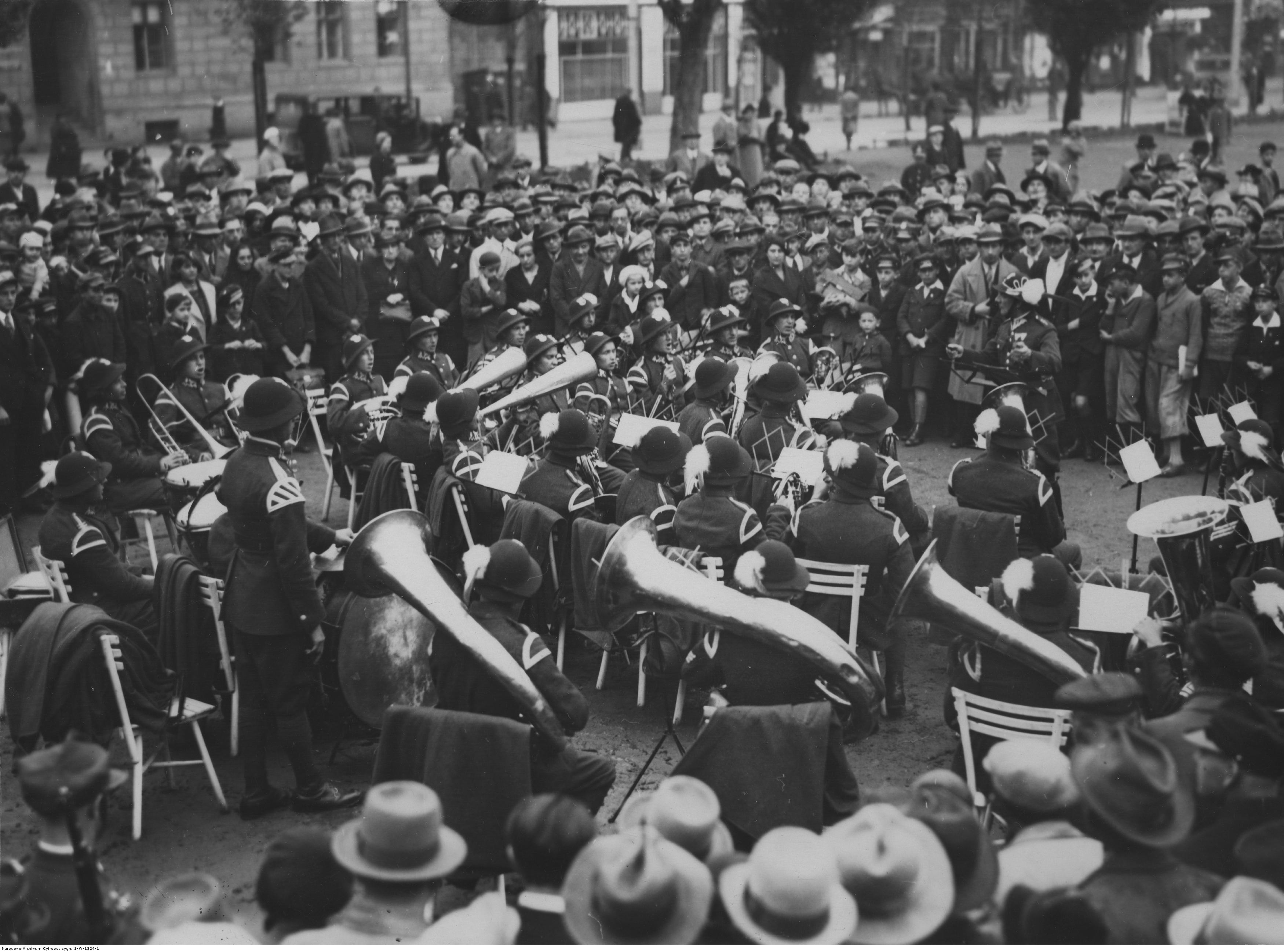
Wycieczka 5 Pułku Strzelców Podhalańskich do Poznania - koncert orkiestry pułkowej; 1935 r.

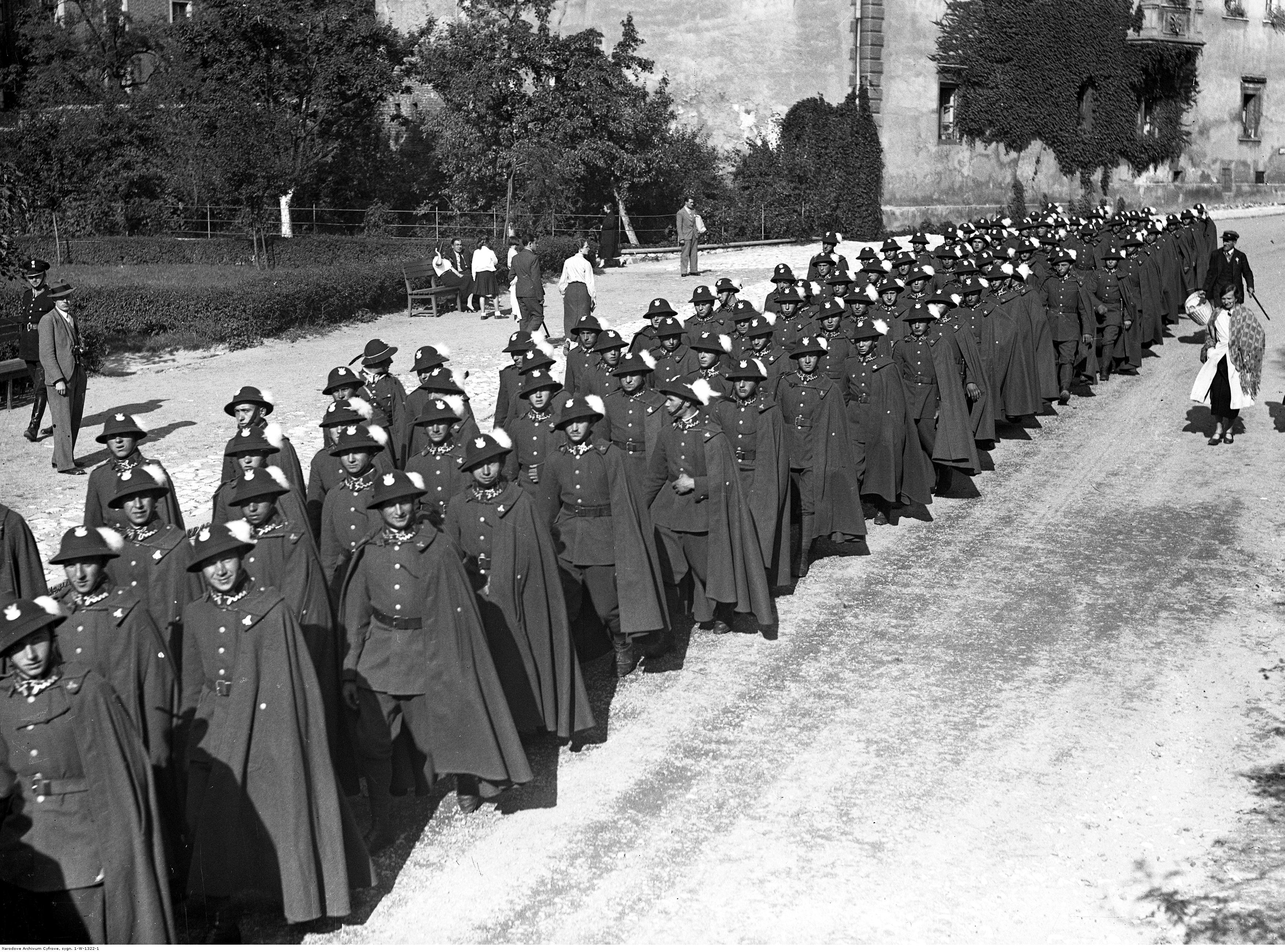
Wizyta 5 Pułku Strzelców Podhalańskich w Krakowie - pułk w marszu, 1935 r.

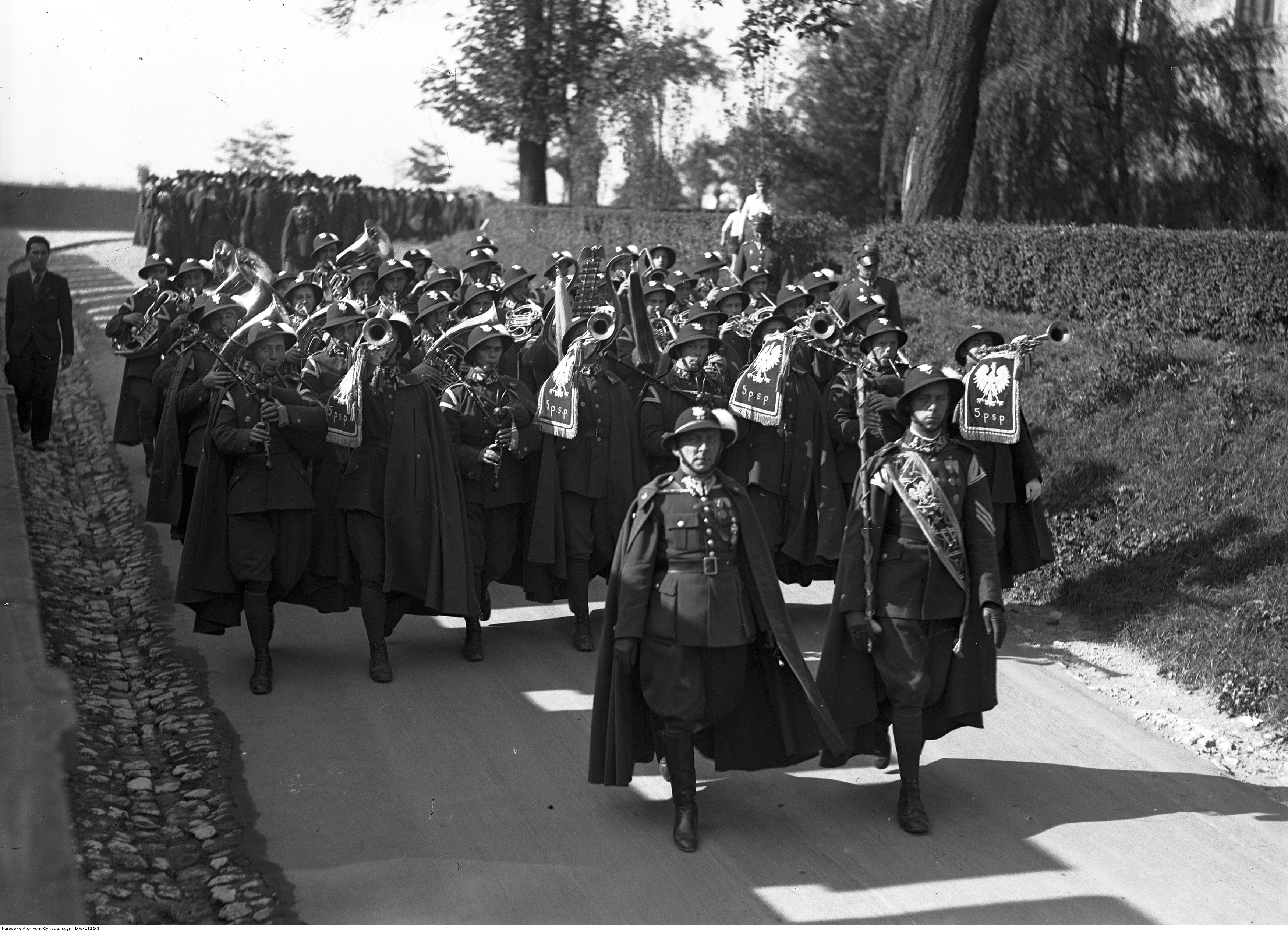
Wizyta 5 Pułku Strzelców Podhalańskich w Krakowie - orkiestra pułkowa w marszu; 1935 r.

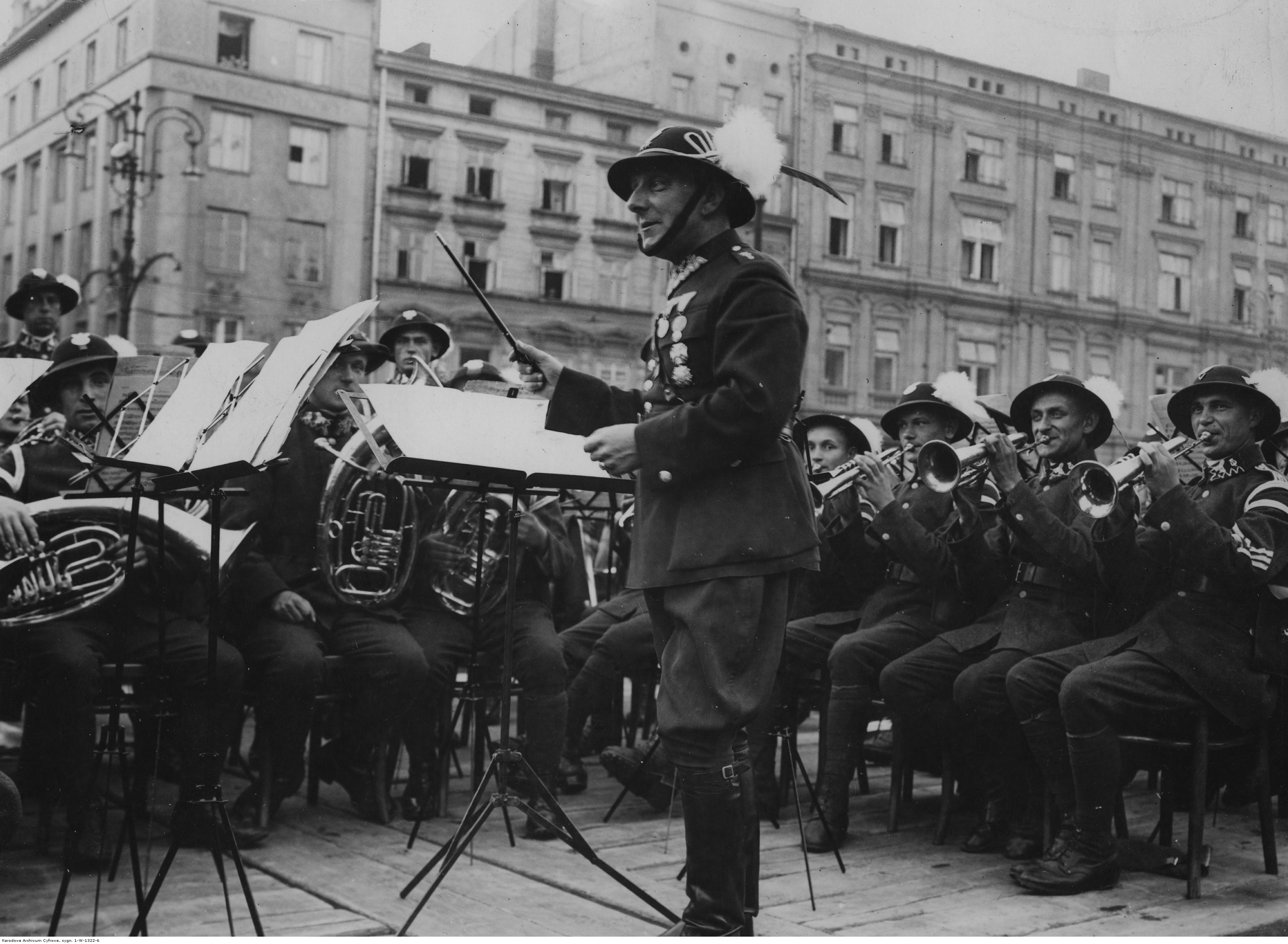
Wizyta 5 Pułku Strzelców Podhalańskich w Krakowie - dyrygent podczas koncertu orkiestry pułkowej

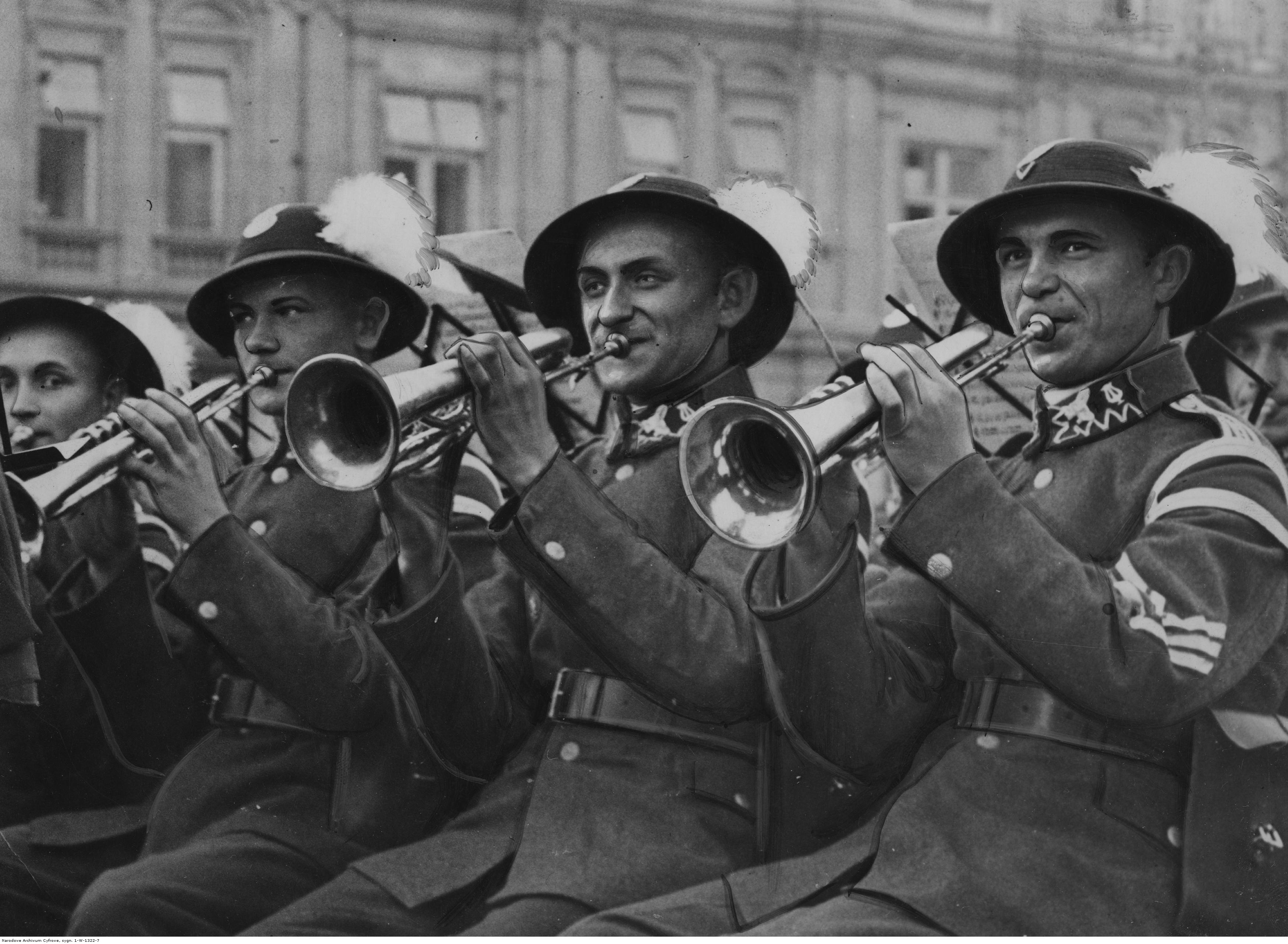
Wizyta 5 Pułku Strzelców Podhalańskich w Krakowie - trębacze w orkiestrze pułkowej; 1935 r.

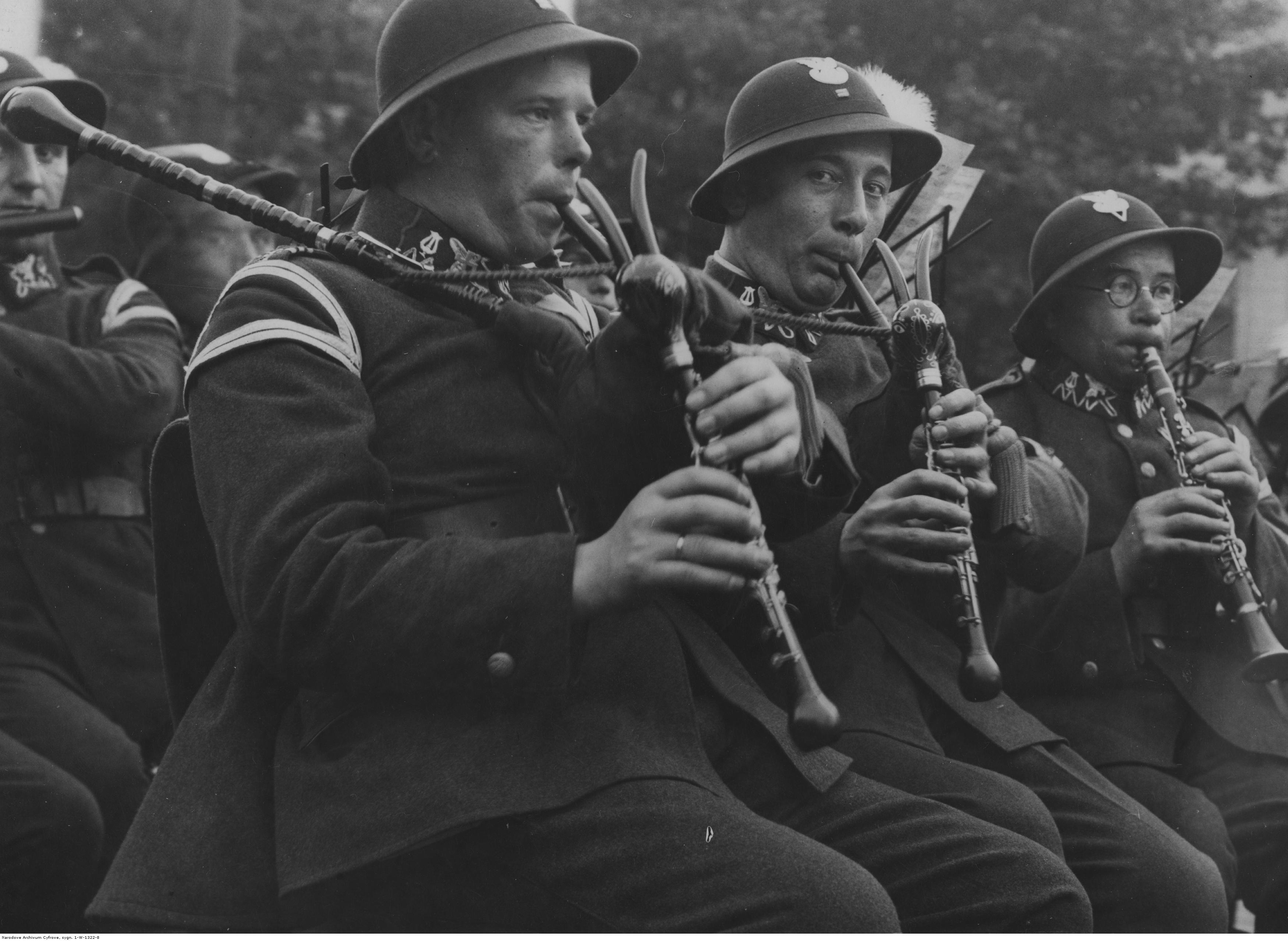
Wizyta 5 Pułku Strzelców Podhalańskich w Krakowie - dudziarze w orkiestrze pułkowej; 1935 r.

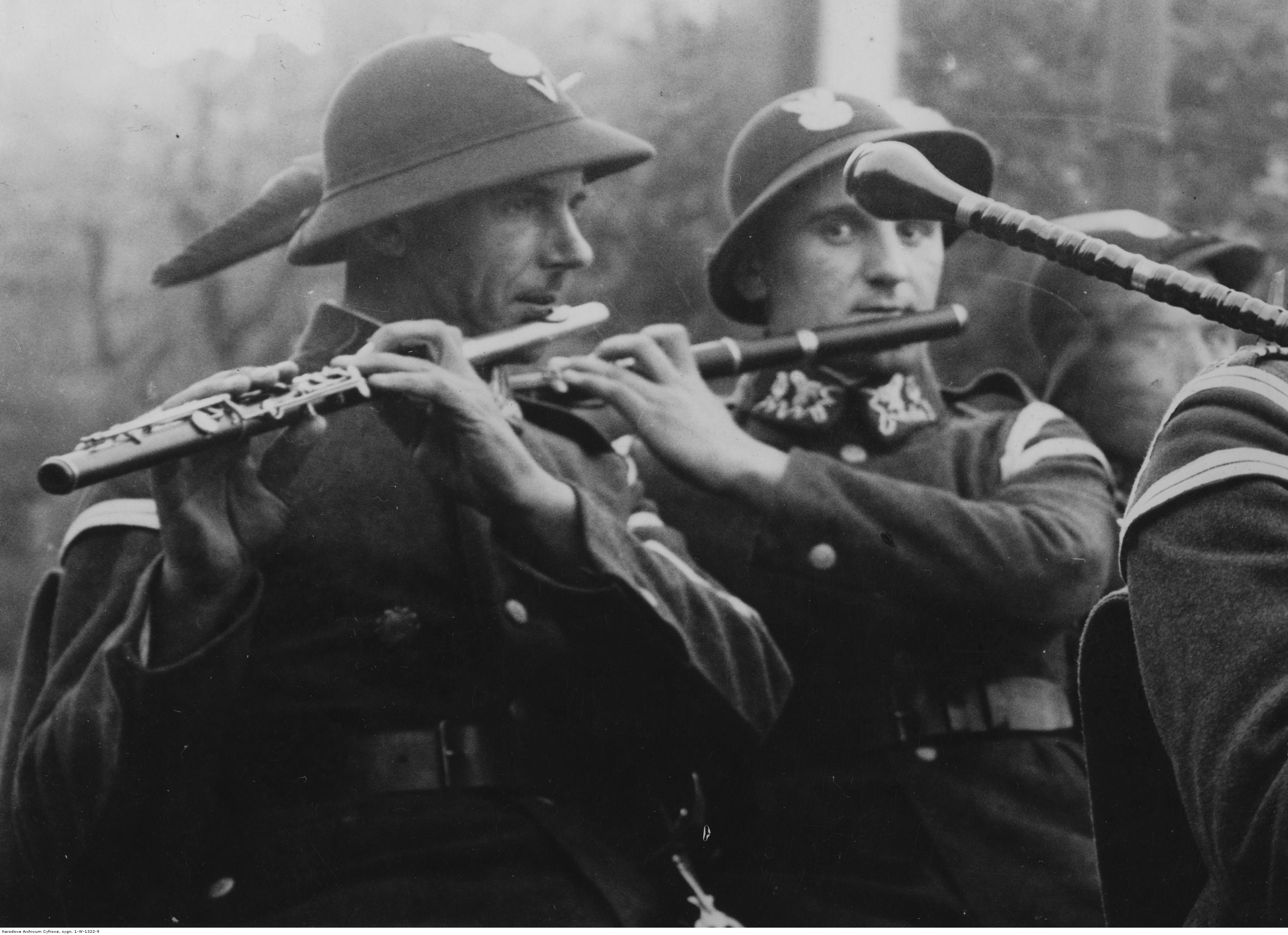
Wizyta 5 Pułku Strzelców Podhalańskich w Krakowie - fleciści w orkiestrze pułkowej; 1935 r.

W okresie międzywojennym pułk stacjonował na terenie Okręgu Korpusu Nr X w garnizonie Przemyśl. Kadra batalionu zapasowego czasowo w Samborze. Podporządkowany był dowódcy 22 Dywizji Piechoty Górskiej. Zajmował Koszary im. Króla Stefana Batorego przy ulicy Słowackiego. Tu mieściło się dowództwo pułku, I i II batalion oraz pluton artylerii piechoty, kompania przeciwpancerna, kompania gospodarcza, łączność, orkiestra pułkowa, izba chorych, komora gazowa, stajnie, kuźnia, strzelnica małokalibrowa z kręgielnią, garaż samochodowy i areszt. Funkcjonował tu też Dywizyjny Kurs Podchorążych Rezerwy.
III batalion (bez 9 kompanii) kwaterował w koszarach przy ul. Dworskiego, a jego 9 kompania stacjonowała w poaustriackich koszarach fortecznych w Siedliskach. W fortach w Łuczycach i w Siedliskach znajdowały się pułkowe magazyny amunicji, granatów oraz innych materiałów i sprzętu wojskowego. Poza tym pułk używał tzw. Dematu na Bakończycach, na który składały się poaustriacki fort z magazynem paszy oraz jednopiętrowe koszary forteczne z magazynem amunicji i barakami na taczanki. „Na Demacie” przechowywane były też ćwiczebne i mobilizacyjne działa przeciwpancerne. 
Do służby w 5 pspodh. i do istniejącej przy nim szkoły podchorążych rezerwy powoływano zazwyczaj  rekrutów właśnie z Przemyśla i jego okolic. 1 października 1921 roku 46 pułk piechoty Strzelców Kresowych został przemianowany na „5 pułk strzelców podhalańskich”. Na początku lat 20. w pułku, wzorem z C. i K. Armii, została zorganizowana kompania jagliczna dla żołnierzy chorych na jaglicę. Dowódcą tego pododdziału był por. Kazimierz Paklikowski, a od 1 czerwca 1923 roku – por. Adam Kramarz.
19 maja 1927 Minister Spraw Wojskowych marszałek Polski Józef Piłsudski ustalił i zatwierdził dzień 9 maja jako datę święta pułkowego, a 14 lipca 1928 zmienił datę święta pułkowego 5 pspodh z 9 maja na dzień 14 sierpnia.
Współpraca ze społeczeństwem
Przedstawiciele kadry pułku udzielali się w pracy społecznej na rzecz miasta uczestnicząc między innymi w organizowaniu imprez kulturalnych i patriotycznych. Koncerty na rynku przemyskim dawała orkiestra pułkowa. Współpracowano z teatrem amatorskim „Fredreum”, gdzie członkowie kadry grywali role w wystawianych na jego scenie sztukach. Działalność patriotyczno-obronną prowadzono w ramach Przysposobienia Wojskowego i Wychowania Fizycznego. Do tej organizacji pułk delegował między innymi kpt. Jakuba Kozioła, kpt. Stanisława Gawlika, por. Michała Daszczyszaka, por. Władysława Witrylaka, st. sierż. Stanisława Dragana i sierż. Juliana Kocząba. Współpracowano też ze Związkiem Strzeleckim i „Sokołem”, dostarczając tym organizacjom broń i sprzęt szkoleniowy, mundury i ekwipunek wojskowy. Modelowa współpraca wojskowo-cywilna realizowana była również w Samborze, gdzie wspólnie ze społeczeństwem wybudowano stadion sportowy.
Pułk patronował też innym instytucjom. Opiekował się przemyską Męską Szkołą Powszechną nr 5 współfinansując przeznaczony dla niej sprzęt radiowy. W ramach patronatu nad 5 Przemyską Drużyną Harcerską im. Augustyna Kordeckiego pomagał harcerzom w organizowaniu obozów letnich udostępniając im namioty, kuchnie polowe i żywność. Harcerze tej drużyny nosili pióra przy rogatywkach, a podczas uroczystych zbiórek występowali w pelerynach podhalańskich, nosząc zamiast emblematów wojskowych harcerskie lilijki na czerwonych, okrągłych podkładkach. Współpraca ze społeczeństwem cywilnym następowała też poprzez działalność kasyna oficerskiego. Organizowało ono wiele różnych imprez: bale karnawałowe, „śledź”, „św. Mikołaj” i inne. Ich atrakcyjność gwarantowała bardzo dobra orkiestra oraz doskonała atmosfera i pomysłowość w organizowaniu niespodzianek dla uczestników. Każdy oficer mógł wprowadzić na imprezę w kasynie osobę spoza pułku, odpowiadając jednocześnie za odpowiednie zachowanie swego gościa. Dochody z bali i innych imprez przeznaczane były na cele dobroczynne. 
Szkolenie
Pułkowe place ćwiczeń znajdowały się „na Demacie” oraz w fortach na „Zniesieniu” (wzgórza koło Przemyśla), gdzie mieściła się między innymi rzutnia granatów. Ćwiczenia letnie i zimowe batalionów pułku odbywały się w okolicach Grochowiec, Kalwarii Pacławskiej lub w okolicach  Dobromila czy Jasła, Iwonicza, Krosna, Stryja i Sanoka. Każdego roku pułk uczestniczył w dywizyjnych zawodach strzeleckich oraz organizował kursy narciarskie. 
Po wprowadzeniu w 1930 nowej organizacji piechoty na stopie pokojowej pułk szkolił rekrutów dla potrzeb Korpusu Ochrony Pogranicza.
Kompanie „szlacheckie”
W latach trzydziestych przystąpiono do repolonizacji rodzin szlachty zagrodowej. Do akcji włączyło się również i wojsko. W 5 pułku strzelców podhalańskich utworzono kompanie „szlacheckie”, w których służyli żołnierze noszący często te same nazwiska i używający tych samych herbów. Każda kompania „szlachecka” miała swój znak, który zazwyczaj był herbem większości służących w niej żołnierzy. W wychowaniu obywatelskim żołnierzy podkreślano ich pochodzenie wywodzące się ze szlachty polskiej i poniesione ongiś zasługi dla Rzeczypospolitej, a zwłaszcza dla obrony granic na wschodnich kresach państwa. W kompaniach „szlacheckich”, obok żołnierzy herbowych, służyli również żołnierze nie legitymujący się szlacheckim pochodzeniem.
| Obsada personalna i struktura organizacyjna w marcu 1939 | Obsada personalna i struktura organizacyjna w marcu 1939 |
| Stanowisko                                               | Stopień, imię i nazwisko                                 |
| Dowództwo                                                | Dowództwo                                                |
| -------------------------------------------------------- | -------------------------------------------------------- |
| dowódca pułku                                            | ppłk Antoni Żółkiewski                                   |
| I z-ca dowódcy                                           | ppłk Jan Stanisław Matuszek                              |
| adiutant                                                 | kpt. Andrzej Stańczyk                                    |
| starszy lekarz                                           | mjr dr Zygmunt Rotter                                    |
| młodszy lekarz                                           | ppor. lek. Zygmunt Brodowski                             |
| II z-ca dowódcy (kwatermistrz)                           | ppłk Ludwik Dudek                                        |
| oficer mobilizacyjny                                     | kpt. adm. (piech.) Bolesław Kazimierz Tarzyński          |
| z-ca oficera mobilizacyjnego                             | kpt. adm. (piech.) Zygmunt Tartik                        |
| oficer administracyjno-materiałowy                       | kpt. Stanisław Miro Maskowicz                            |
| oficer gospodarczy                                       | kpt. int. Jan Marian Cieszyński                          |
| oficer żywnościowy                                       | vacat                                                    |
| oficer taborowy                                          | kpt. tab. Piotr Gibasiewicz                              |
| kapelmistrz                                              | kpt. adm. (kapelm.) Adam Kazimierz Osada                 |
| dowódca plutonu łączności                                | kpt. Stanisław Serba                                     |
| dowódca plutonu pionierów                                | kpt. Władysław Piotr Mazoń                               |
| dowódca plutonu artylerii piechoty                       | por. art. Ryszard Oskar Władysław Kórnicki               |
| dowódca plutonu ppanc.                                   | por. Andrzej Kotarba                                     |
| dowódca oddziału zwiadu                                  | por. Bronisław Józef Romaniec                            |
| I batalion                                               |                                                          |
| dowódca batalionu                                        | mjr dypl. Marian Ewald Drobik                            |
| dowódca 1 kompanii                                       | kpt. Jacek Bętkowski                                     |
| dowódca plutonu                                          | por. Karol Moos                                          |
| dowódca plutonu                                          | ppor. Edward Hieronim Judkowiak                          |
| dowódca 2 kompanii                                       | kpt. Antoni Józef Rozborski                              |
| dowódca plutonu                                          | ppor. Konstanty Wojnarowski                              |
| dowódca 3 kompanii                                       | por. Mieczysław Władysław Szuba                          |
| dowódca 1 kompanii km                                    | kpt. Józef Grzegorz Różański                             |
| dowódca plutonu                                          | por. Jan Dempniak                                        |
| dowódca plutonu                                          | ppor. Jan Bolesław Talaska                               |
| II batalion                                              |                                                          |
| dowódca batalionu                                        | mjr Feliks Jan Marian Gross                              |
| dowódca 4 kompanii                                       | kpt. Paweł Mieczysław Gdula                              |
| dowódca plutonu                                          | ppor. Leonard Władysław Ziętek                           |
| dowódca plutonu                                          | ppor. Henryk Mieczysław Higersberger                     |
| dowódca 5 kompanii                                       | kpt. Wacław Hurczyn                                      |
| dowódca plutonu                                          | ppor. Władysław Leon Chawrona                            |
| dowódca 6 kompanii                                       | por. Alojzy Stanisław Kuza                               |
| dowódca plutonu                                          | ppor. Mieczysław Marian Antoni Nyczek                    |
| dowódca 2 kompanii km                                    | kpt. Lucjan Rylski                                       |
| dowódca plutonu                                          | ppor. Antoni Kazimierz Szeliga                           |
| III batalion                                             |                                                          |
| dowódca batalionu                                        | mjr mgr Janusz Alojzy Rowiński                           |
| dowódca 7 kompanii                                       | kpt. Antoni Jan Mazur                                    |
| dowódca plutonu                                          | ppor. Emil Franciszek Rzechorzek                         |
| dowódca plutonu                                          | ppor. Zefiryn Machalla                                   |
| dowódca 8 kompanii                                       | por. Walerian Euzebiusz Sendor                           |
| dowódca plutonu                                          | ppor. Edmund Bijakowski                                  |
| dowódca plutonu                                          | ppor. Stanisław Marian Szczepaniec                       |
| dowódca 9 kompanii                                       | kpt. Ludomir Frąckiewicz                                 |
| dowódca plutonu                                          | por. Mieczysław Gramatyka                                |
| dowódca plutonu                                          | ppor. Edmund Stanisław Pater                             |
| dowódca 3 kompanii km                                    | mjr Stefan Chaszczyński                                  |
| dowódca plutonu                                          | por. Bolesław Jan Pietrzewski                            |
| dowódca plutonu                                          | ppor. Edmund Adam Górczyński                             |
| na kursie                                                | por. Edward Berezowski                                   |
| na kursie                                                | por. Marcin Adolf Didyk                                  |
| na kursie                                                | por. Stanisław Dembiński                                 |
| Dywizyjny Kurs Podchorążych Rezerwy 22 DP                |                                                          |
| dowódca                                                  | mjr Władysław Jan Mróz                                   |
| dowódca plutonu strzeleckiego                            | ppor. Jan Kubiak (2 psp)                                 |
| dowódca plutonu strzeleckiego                            | por. Władysław Leon Przybysz (6 psp)                     |
| dowódca plutonu strzeleckiego                            | por. Adam Alojzy Chrapkiewicz                            |
| dowódca plutonu km                                       | por. Józef Wojciechowski                                 |

## 5 pspodh. w kampanii wrześniowej

### Mobilizacja
W ramach mobilizacji alarmowej w grupie „brązowej” w 5 pułku strzelców podhalańskich zmobilizowano kompanię karabinów maszynowych przeciwlotniczych typu B nr 105. Natomiast w grupie „zielonej” od 27 sierpnia pułk zmobilizował własne etatowe pododdziały oraz pododdziały dywizyjne: kompanię kolarzy nr 102, kompanie asystencyjne nr 197 i 107, park intendentury nr 12 i kompanię sanitarną nr 12. Materiałowo wyposażył też dowództwo dywizji i kompanię łączności 22 DPG. W ramach mobilizacji powszechnej w II jej rzucie mobilizował III batalion 156 pułku piechoty, własny batalion marszowy i uzupełnienia marszowe kompanii kolarzy. W koszarach w Przemyślu mobilizowano pododdziały pułkowe i I batalion. W Nehrybce pod Przemyślem zmobilizowano II i III batalion. Mobilizacja alarmowa została zakończona 30 sierpnia. Tego dnia dokonano zaprzysiężenia pułku i innych zmobilizowanych pododdziałów w Nehrybce. 31 sierpnia wieczorem rozpoczęto załadunek poszczególnych pododdziałów pułku do transportów kolejowych na stacji Przemyśl – Bakończyce. 

### Działania bojowe
W 1939 roku w trakcie kampanii wrześniowej pułk walczył w składzie 22 Dywizji Piechoty Górskiej (Armia „Kraków”). Transporty pułku kierowane były trasą przez Tarnów – Kraków do rejonu Trzebinia – Dulów, gdzie rano 2 września następował wyładunek poszczególnych pododdziałów pułku. W trakcie przemieszczania się transporty były atakowane przez lotnictwo niemieckie. Jadący jako ostatni w transportach III batalion pułku został w rejonie Krakowa rozładowany i skierowany 3 września z Krakowa do Wieliczki, gdzie wszedł w skład mobilizowanego 156 pp. III/5 pspodh. nie walczył w składzie macierzystego pułku i nigdy nie dołączył do niego.  

#### Walki od Olkusza do Nidy
W dniu 3 września w godzinach porannych 5 pspodh. wymaszerował w kierunku Olkusza i po południu zajął pozycje obronne w rejonie miejscowości Klucze koło Olkusza. Nocą 4/5 września 5 pspodh. podjął marsz trasą Pazurek – Mała i Wielka Ulkina, osiągając miejscowość Krępa. Następnie nocą 5/6 września znajdował się w dalszym odwrocie na trasie Miechów-Racławice – Działoszyce. W trakcie marszu pułk codziennie był atakowany przez lotnictwo niemieckie i nękany przez pancerno-motorowe podjazdy niemieckiej 5 Dywizji Pancernej. Działoszyce zostały osiągnięte 6 września wieczorem. 7 września pułk w rejonie Złotej i Jurkowa osłaniał przeprawę dywizji przez Nidę. Następnie 5 pspodh. przeprawił się przez Nidę i zajął Las Kobylniki, będąc w odwodzie 22 DPG. 

#### Bój pod Owczarami, Broniną i Prusami
W dniu 8 września jako ubezpieczenie dywizji został wysunięty I batalion od strony Zagość-Winiary. Wbrew rozkazowi dowódcy Armii "Kraków" dowódca 22 DPG płk Leopold Endel-Ragis samowolnie podjął decyzję wykonania natarcia całą dywizją na Busko Zdrój. 5 pspodh. wraz z dywizjonem artylerii podjął marsz wieczorem 8 września; miał maszerować jako boczna kolumna dywizji po osi Skotniki – Winiary, dalej szosą Pińczów – Busko i następnie na Owczary. Po osiągnięciu Owczar na rozkaz dowódcy dywizji czołowy I batalion, ze wsparciem plutonu artylerii piechoty i kompanii przeciwpancernej, wszedł do walki, wspierając 6 pspodh., który walczył z niemieckim Oddziałem Wydzielonym VII Korpusu Armijnego pod Żernikami Górnymi. O świcie 9 września pododdziały 6 pspodh. oraz własna artyleria ostrzelały walczący z jednostkami niemieckimi I batalion 5 pspodh. I batalion poniósł straty: 13 poległych i kilkunastu rannych. Źle dowodzone bataliony 6 pspodh. i I/5 pspodh. podjęły nieskoordynowane natarcia na niemiecki OW VII KA na linii wzgórz za drogą Grójec – Czesławice. Ok. godz. 11 na zajmujące wieś Owczary drugorzutowe II/5 pspodh. i III/6 pspodh., część artylerii i tabory, uderzyła niemiecka 27 DP, przy wsparciu ognia artyleryjskiego, idąca na pomoc OW VII KA. II/5 pspodh. i część pododdziałów pułkowych w pośpiechu i częściowym nieładzie wycofały się w kierunku miejscowości Skotniki i Smogorzów. Walczące pod Broniną bataliony 6 pspodh. i I/5 pspodh. w efekcie uderzenia na ich tyły niemieckiej piechoty poniosły znaczne straty. Część żołnierzy została wzięta do niewoli, część w rozproszeniu lub niepełnymi pododdziałami przedarła się w kierunku na Skotniki, Janinę i Kurozwęki oraz Prusy.
Wieczorem 9 września na miejscu zbiórki 22 DPG w rejonie Prusy – Kuchary – Smogorzów zebrało się ok. 1200-1500 żołnierzy pułku. Żołnierze 5 pspodh. wspierali w walce 2 psp w obronie linii Skrobaczów – Prusy. W dotychczasowych walkach pod Broniną, Owczarami i Prusami poległo od kilkudziesięciu do ok. 200 żołnierzy, do niewoli zostało wziętych kilkuset żołnierzy 5 pspodh. Poza żołnierzami, którzy dołączyli do pułku lub zgrupowań 2 i 6 pspodh., kilkuset rozproszyło się i sukcesywnie dołączyło do innych jednostek WP. Grupa kilkudziesięciu strzelców podhalańskich, z ppor. rez. S. Kumikiem z 2 kompanii ckm, dołączyła do 3 pspodh. w rejonie Tomaszowa Lubelskiego. Nocą 9/10 września broniące linii Kuchar, Prus i Skrobaczowa oddziały pozostałych sił dywizji zeszły z linii obrony i pomaszerowały kolumną do Stopnicy i dalej szosą na Staszów i Rytwiany; dowództwo jej sprawował płk Jan Stefan Woźniakowski dowódca Artylerii Dywizyjnej, a od godz. 8.00 10 września dowódca dywizji. Inne zgrupowanie 22 DPG, zebrane samorzutnie z żołnierzy przedzierających się z rejonu Broniny, po odejściu sił głównych dywizji, bez dowództwa, liczące ok. 2 000 żołnierzy, wyruszyło w godzinach porannych z rejonu Prusy w kierunku Kurozwęki. W składzie tego zgrupowania znalazły się grupki żołnierzy 5 pspodh. prawdopodobnie wraz z dowódcą 2 kompanii ckm kpt. L. Rylskim i dowódcą plutonu pionierów ppor. rez. T. Gibalewiczem. W lasach w rejonie wsi Mokre odpoczywające i przygotowujące się do przedarcia za Wisłę zgrupowanie to zostało otoczone i wzięte do niewoli przez oddziały niemieckiej 68 DP.

#### Walki o przedarcie się do Wisły i Sanu
Na czele zgrupowania 22 DPG po uporządkowaniu się w lesie koło wsi Niziny, maszerował 5 pspodh. w kierunku lasów na zachód od Rytwian. Podhalanie z 5 pułku stoczyli walkę z czołgami i niemiecką piechotą zmotoryzowaną nadciągającą od strony Staszowa. 5 pspodh. odrzucił niemiecki oddział i wycofał się do lasów w rejonie wsi Sichów. Jednocześnie na maszerujący w ariergardzie 2 pspodh. i będący w środku kolumny dywizji 6 pspodh uderzyła niemiecka 27 DP. Nastąpiło rozdzielenie oddziałów 22 DPG; 2 pspodh. pomaszerował oddzielnie, jak również część 6 pspodh. też oddzielnie, 5 pspodh. i grupki z 6 pspodh. oraz ocalała artyleria dywizyjna – dwa dywizjony z 22 pal, kompanie kolarzy, łączności i część kawalerii dywizyjnej dotarły do lasów Sydzyna, gdzie zatrzymały się na odpoczynek i reorganizację. W trakcie ostatnich walk ubyło z pułku wielu żołnierzy, którzy zostali wzięci do niewoli, rozproszyli się lub zdezerterowali. Obniżył się znacznie stan moralny żołnierzy, akcję podjęli dywersanci. W trakcie opanowywania objawów paniki został zastrzelony przez dywersanta w polskim mundurze dowódca II batalionu mjr Mieczysław Kubasiewicz. Dowództwo II batalionu na rozkaz dowódcy pułku objął por. Józef Wojciechowski. 
5 pspodh. podjął marsz ze zgrupowaniem dywizji nocą 10/11 września, docierając rano 11 września do Wisły pod Połańcem. Pułk przeprawił się w bród, broń ciężka i artyleria promem. Po odpoczynku podjęto kolejny marsz nocny 11/12 września w kierunku Puszczy Sandomierskiej; w straży przedniej pułku i zgrupowania maszerował II batalion. Rano u celu marszu w Jaślanach II batalion, wsparty plutonem artylerii piechoty 5 pspodh. i baterią 5/22 pal, stoczył walkę z niemieckim zmotoryzowanym oddziałem 8 DP. Armaty piechoty 5 pspodh. ogniem na wprost zniszczyły 2 samochody pancerne wroga, II batalion bronił Jaślan mimo podpalenia ich przez ogień artylerii niemieckiej zgodnie z rozkazem do godz. 14.00. Ostrzał II i III dywizjonów 22 pal pozycji wroga pozwolił oderwać się od oddziałów niemieckich batalionowi. Następnie II batalion wraz z artylerią wycofał się w ślad za zgrupowaniem płk. Woźniakowskiego do Puszczy Sandomierskiej w kierunku Rozwadowa. Straż tylną stanowił pluton artylerii piechoty por. R. Kornickiego. 12 września wieczorem pułk osiągnął wieś Dęba. 13/14 września prowadzono marsz w kierunku Sanu. Zgrupowanie płk. Woźniakowskiego z 5 pspodh. 14 września dotarło do wsi Krawce nieopodal Rozwadowa. Wobec okrążenia puszczy i zajęcia linii rzeki San przez wojska niemieckiej 8 DP, marszami w dniach 14-16 września usiłowano wydostać się z okrążenia. 17 września w pobliżu Niska również nie uzyskano możliwości wyjścia z okrążenia, cofnięto zgrupowanie do rejonu wsi Krawce, które osiągnięto 18/19 września. Z uwagi na okrążenie zgrupowania, brak żywności i wyczerpującą się amunicję płk Woźniakowski rozwiązał zgrupowanie. 
Dowódca 5 pułku strzelców podhalańskich na odprawie z dowódcami batalionów i adiutantem pułku podjął decyzję o zakopaniu i zniszczeniu sprzętu i broni ciężkiej, natomiast dowódcy batalionów podjęli próby przebicia się na południe w kierunku Lwowa. II batalion został podzielony na oddzielne plutony, natomiast I batalion w całości wraz z dywizyjną kompanią łączności. I batalion dotarł 21 września w pobliże wsi Wilcza Wola, tam ostrzelany przez niemiecki samolot częściowo rozproszył się; zebrało się z niego ok. 80 żołnierzy. Batalion rozwiązano, większość żołnierzy zwolniono, zakopano część broni, utworzona wtedy grupa ochotników po dotarciu do wsi Tarnawka na wschód od Rzeszowa, na wieść o wkroczeniu wojsk sowieckich, rozwiązała się. Dowódca pułku ppłk A. Żółkiewski z żołnierzy kompanii zwiadowców, plutonu artylerii piechoty, artylerzystów z 22 pal i pozostałości Kawalerii Dywizyjnej 22 DPG utworzył konny oddział, na którego czele podjął marsz na południe, tocząc potyczki przekroczył szosę Rzeszów – Łańcut. 23 września dotarł do miejscowości Markowa, gdzie po otrzymaniu informacji o wkroczeniu wojsk sowieckich i wrogiego nastawienia ludności ukraińskiej w tym rejonie, żołnierze przebrali się w ubrania cywilne i rozproszyli się w terenie. Część udała się do Przemyśla, część w kierunku granicy rumuńskiej i węgierskiej.

#### Walki III batalionu 5 pułku strzelców podhalańskich
III batalion wyładowany został z transportów kolejowych kompaniami w nocy 2 września na podkrakowskich stacjach. Skoncentrowany został 3 września w Krakowie i na rozkaz dowódcy Armii "Kraków" gen. bryg. Antoniego Szyllinga pomaszerował z Krakowa do Wieliczki. Podporządkowany został dowódcy 156 rezerwowego pułku piechoty, ppłk. Walerianowi Młyńcowi. W godzinach popołudniowych batalion zajął pozycje obronne w rejonie miejscowości Łazany. Po południu 4 września batalion zszedł z zajmowanych pozycji i pomaszerował w kierunku południowym, docierając rano 5 września do miejscowości Wiśniowa, skąd po krótkim odpoczynku batalion zawrócono w rejon miejscowości Glichów, gdzie zajął pozycje obronne i nawiązał kontakt bojowy z niemieckimi patrolami pancerno-motorowymi. Artyleria niemiecka ostrzelała pozycje lewoskrzydłowej 7 kompanii strzeleckiej oraz tabory batalionu. Nocą 5/6 września patrole Podhalan ścierały się z patrolami niemieckimi. 
6 września zaobserwowano niemieckie kolumny zmotoryzowane maszerujące szosą na Dobczyce. III/5 pspodh. na rozkaz dowódcy pułku pozostał na pozycjach obronnych, pomimo oznak okrążenia. 7 września w godzinach południowych utracono łączność z dowódcą 156 pp. Nie posiadając żadnych rozkazów do dalszych działań, na rozkaz dowódcy batalionu mjr. A. Rowińskiego, batalion zszedł z pozycji obronnych i rozpoczął odwrót w kierunku Bochni. Nocą 7/8 września szpica czołowa batalionu stoczyła potyczkę we wsi Rawa z pododdziałem niemieckim. W trakcie walki odłączyła się od batalionu 9 kompania, bez jej dowódcy. Po zlikwidowaniu taboru, maszerowano głównie nocą lasami i bezdrożami z uwagi na zagrożenie przez lotnictwo niemieckie. Batalion toczył potyczki z patrolami zmotoryzowanymi wroga, niszcząc samochody i motocykle niemieckie. 8 września przekroczył Rabę w pobliżu Gdowa i skierował się do Puszczy Niepołomickiej. Nocą 8/9 września batalion dotarł do wsi Poszyna w głębi puszczy. Tam, rano 9 września został otoczony przez oddziały niemieckie i zaskoczony podczas odpoczynku. W trakcie walki poległo ok. 60 żołnierzy, w tym dowódca 3 kompanii ckm kpt. E. Szymański. Część 7 kompanii strzeleckiej, wraz z jej dowódcą i mjr. Rowińskim, wydostała się z okrążenia, ponosząc dalsze straty. Grupa ta, licząca ponad 30 żołnierzy wraz z ppor. Machallą i mjr. Rowińskim dotarła do Niepołomic i tam, na rozkaz dowódcy batalionu, zakopała większość broni. Ochotnicy mieli przebijać się w kierunku Lwowa.   

### Oddział Zbierania Nadwyżek 5 pspodh.

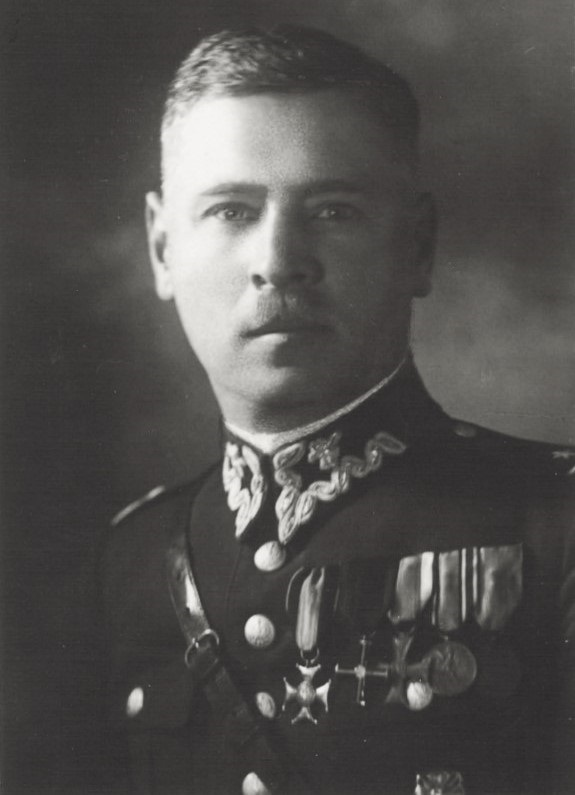
Ppłk Ludwik Dudek (przed 1933)

Pozostałe po mobilizacji nadwyżki zgłaszających się żołnierzy rezerwy i pozostałości sprzętu po sformowaniu wszystkich objętych planem pododdziałów weszły w skład OZN 5 pspodh. pod dowództwem ppłk. Ludwika Dudka. 8 września oddział wymaszerował z Przemyśla około 3.00 do koszar w Drohobyczu, gdzie przybyły późnym wieczorem 10 września. Nocą 11/12 września do Drohobycza przybył Ośrodek Zapasowy 22 DPG pod dowództwem ppłk. Mieczysława Pretscha. Z uwagi na zajęcie Sambora przez jednostki niemieckie, większość OZ 22 DPG 12 września przemaszerowała do Stryja, w Drohobyczu pozostał pluton 5 pspodh. por. Jana Dempniaka i ppłk Dudek. Dowództwo nad OZN 5 pspodh. objął kpt. Bolesław Tarczyński. 12 września ppłk Dudek wyjechał do Stryja celem uzyskania wsparcia, natomiast pluton 5 pspodh. stoczył potyczkę na przedpolach miasta z oddziałem niemieckim. Wycofujący się pluton został zawrócony do Drohobycza przez ppłk. Dudka w nocy 12/13 września. W Drohobyczu ppłk Dudek po otrzymaniu wzmocnienia utworzył zgrupowanie „Drohobycz” podporządkowując się gen. bryg. Stefanowi Dembińskiemu, który dowodził Grupą „Stryj”. OZ 22 DPG, po sformowaniu batalionu improwizowanego 6 pspodh., podjął dalszy marsz w kierunku Bolechowa, osiągając 13 września Dolinę, 14 września lasy koło miejscowości Wistowa. W dniach 15-17 września utworzono na potrzeby Zgrupowania „Drohobycz” z żołnierzy ośrodka w rejonie Wistowej dwa dalsze improwizowane bataliony. Z żołnierzy 5 pspodh. utworzono w części improwizowany batalion ppłk. Czesława Szpakowskiego. 17 września pozostałość OZ 22 DPG pomaszerowała do Nadwórnej, nazajutrz poprzez Delatyn do Zarzecza. 19 września po cofnięciu się do Delatyna OZ transportem kolejowym przewieziono do Tatarowa, skąd przeszedł przez Przełęcz Tatarską do Worochty. 21 września OZ 22 DPG przeszedł granicę węgierską.                                                   
| Struktura organizacyjna i obsada personalna we wrześniu 1939 | Struktura organizacyjna i obsada personalna we wrześniu 1939 |
| Stanowisko                                                   | Stopień, imię i nazwisko                                     |
| Dowództwo                                                    | Dowództwo                                                    |
| ------------------------------------------------------------ | ------------------------------------------------------------ |
| dowódca pułku                                                | ppłk Antoni Żółkiewski                                       |
| I adiutant                                                   | kpt. Andrzej Stańczyk                                        |
| oficer informacyjny                                          | NN                                                           |
| oficer łączności                                             | kpt. Stanisław Serba                                         |
| kwatermistrz                                                 | kpt. Stanisław Maskowicz                                     |
| oficer płatnik                                               | NN                                                           |
| oficer żywnościowy                                           | chor. Władysław Chawliczek                                   |
| naczelny lekarz                                              | NN                                                           |
| dowódca kompanii gospodarczej                                | NN                                                           |
| kapelmistrz                                                  | kpt. Adam Kazimierz Osada                                    |
| kapelan                                                      | kpl rez. ks. Stanisław Grodecki                              |
| I batalion                                                   |                                                              |
| dowódca I batalionu                                          | mjr Władysław Mróz                                           |
| adiutant                                                     | por. rez. Wiktor Skwirzyński                                 |
| lekarz                                                       | por. rez. lek. dr Jan Witkiewicz                             |
| dowódca 1 kompanii strzeleckiej                              | kpt. Jacek Bętkowski                                         |
| dowódca II plutonu                                           | ppor. rez. Kazimierz Olchowiak                               |
| szef                                                         | plut. [?] Wiciak                                             |
| dowódca 2 kompanii strzeleckiej                              | por. Adam Alojzy Chrapkiewicz                                |
| dowódca 3 kompanii strzeleckiej                              | ppor. Henryk Mieczysław Higersberger                         |
| dowódca I plutonu                                            | ppor. rez. Leszek Kwaśniewski                                |
| dowódca II plutonu                                           | sierż. pchor. rez. Alfred Hofman                             |
| dowódca III plutonu                                          | ppor. rez. Franciszek Moczulski                              |
| dowódca 1 kompanii km                                        | por. Andrzej Kotarba                                         |
| dowódca I plutonu                                            | ppor. rez. Wojciech Bachowski                                |
| II batalion                                                  |                                                              |
| dowódca II batalionu                                         | mjr Mieczysław Kubasiewicz + 10 IX 1939 Las Rytowiany        |
| dowódca 4 kompanii strzeleckiej                              | por. rez. Stefan Ziobro                                      |
| dowódca 5 kompanii strzeleckiej                              | ppor. Władysław Leon Chawrona                                |
| dowódca I plutonu                                            | ppor. rez. Edmund Świtalski                                  |
| dowódca 6 kompanii strzeleckiej                              | por. Alojzy Stanisław Kuza                                   |
| dowódca I plutonu                                            | ppor. Mieczysław Marian Nyczek                               |
| szef                                                         | st. sierż. [?] Żak                                           |
| dowódca 2 kompanii km                                        | kpt. Lucjan Rylski                                           |
| dowódca I plutonu                                            | sierż. pchor. rez. Jan K. Żaczek                             |
| dowódca II plutonu                                           | ppor. rez. Alojzy Kopeć                                      |
| dowódca III plutonu                                          | plut. pchor. rez. Adam Mazur                                 |
| dowódca IV plutonu taczanek                                  | ppor. rez. Lewiński                                          |
| dowódca V plutonu moździerzy                                 | ppor. rez. Stanisław Kumik                                   |
| szef                                                         | st. sierż. Paweł Gołąb                                       |
| III batalion                                                 |                                                              |
| dowódca III batalionu                                        | mjr mgr Janusz Rowiński                                      |
| dowódca plutonu łączności                                    | ppor. rez. Władysław Jan Wachułka                            |
| dowódca 7 kompanii strzeleckiej                              | ppor. Zefiryn Machalla                                       |
| dowódca 8 kompanii strzeleckiej                              | por. Stanisław Dembiński                                     |
| dowódca I plutonu                                            | ppor. Edmund Bijakowski                                      |
| dowódca 9 kompanii strzeleckiej                              | kpt. Ludomir Frąckowiak                                      |
| dowódca 3 kompanii km                                        | kpt. Edward II Szymański + 10 IX 1939 Niepołomice            |
| szef                                                         | st. sierż. Stanisław Paprzycki                               |
| Pododdziały specjalne                                        |                                                              |
| dowódca kompanii zwiadu                                      | por. Bronisław Józef Romaniec                                |
| dowódca plutonu kolarzy                                      | NN                                                           |
| dowódca plutonu konnego                                      | wachm. Józef Iknał                                           |
| szef                                                         | plut. Jan Magierski                                          |
| dowódca kompanii ppanc.                                      | kpt. Józef Grzegorz Różański                                 |
| dowódca I plutonu                                            | plut. pchor. rez. Feliks M. Dobrowolski                      |
| dowódca II plutonu                                           | ppor. rez. Zygmunt Palusiński                                |
| dowódca III plutonu                                          | plut. pchor. rez. Edmund Żywicki                             |
| dowódca plutonu artylerii piechoty                           | por. Ryszard Oskar Kornicki                                  |
| zca dowódcy plutonu artylerii                                | ppor. rez. Rudolf Dziadosz                                   |
| szef                                                         | plut. [?] Domin                                              |
| dowódca plutonu pionierów                                    | ppor. rez. Tadeusz Piotr Gibalewicz                          |
| szef                                                         | sierż. Franciszek Guzik                                      |
| dowódca plutonu pgaz.                                        | kpt. Władysław Piotr Mazoń                                   |
| dowódca plutonu łączności                                    | NN                                                           |

## Symbole pułku

### Sztandar
Nadanie sztandaru i zatwierdzenie jego wzoru ujęte zostało w Dzienniku Rozkazów MSWojsk. z 1923, nr 48, poz. 613. Sztandar, ufundowany przez ludność powiatów samborskiego, starosamborskiego i turczańskiego wręczył pułkowi gen. Lucjan Żeligowski w Chyrowie 18 maja 1924.

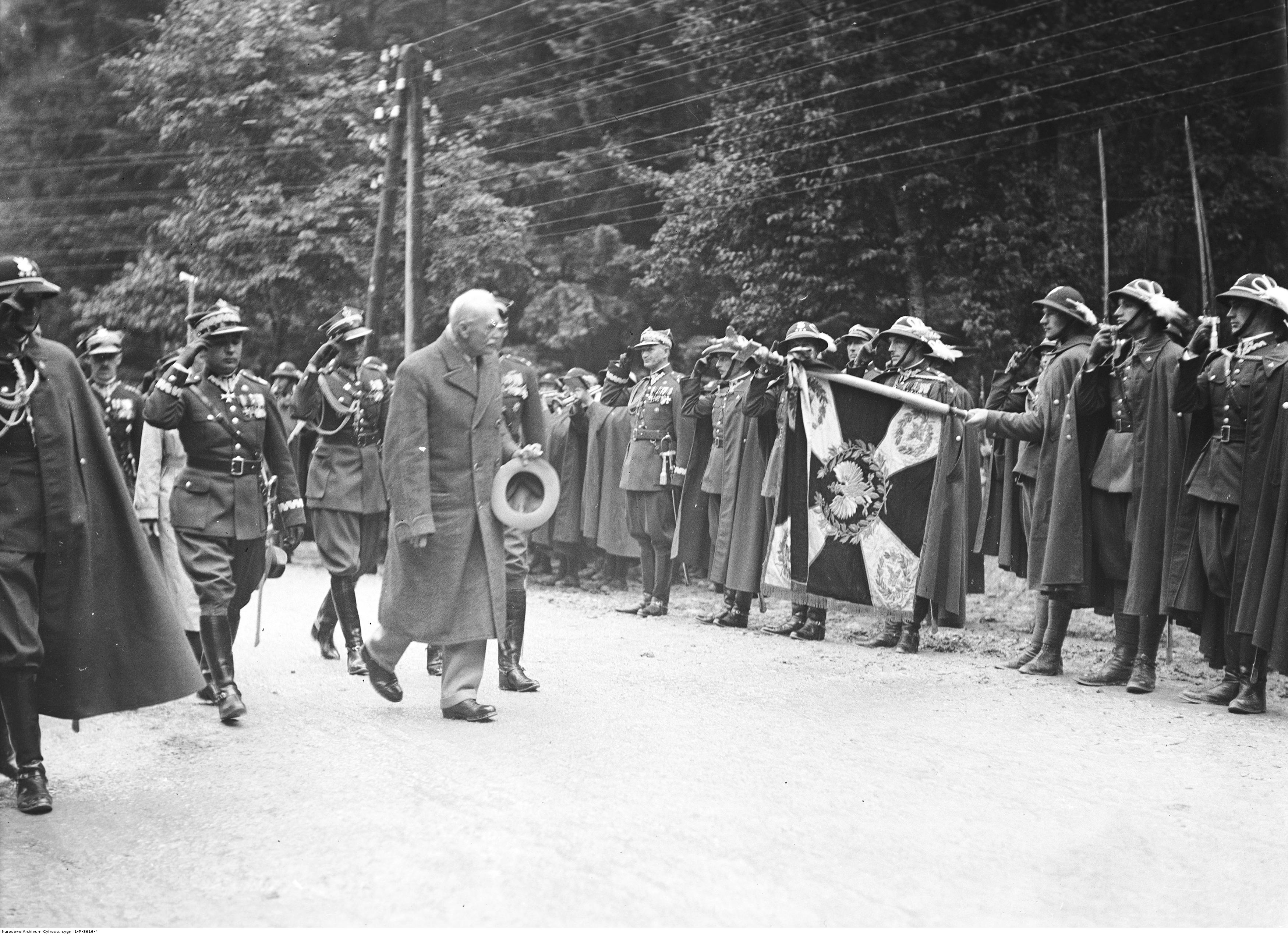
Obchody Święta Gór w Zakopanem; sierpień 1935. Prezydent RP Ignacy Mościcki przechodzi przed pocztem sztandarowym 5 pspodh.

Wrześniowe losy sztandaru
W zbiorze relacji z Banknock znajduje się zapis: 5 Pułk Strzelców Podhalańskich. Sztandar został rzekomo znaleziony w rowie przydrożnym koło Delatyna przez kolumnę samochodową wojsk lotniczych i przewieziony na Węgry do obozu Szombathely;

 W londyńskiej „Piechocie” zamieszczono następującą informację dotyczącą sztandaru 5 pspodh: Sztandar, załadowany 9 IX 1939 r. do pociągu na stacji Bokaczyńce, miał być przewieziony do Drohobycza, nowego m.p. Ośrodka Zapasowego dywizji. Pociąg został nazajutrz zbombardowany pod Samborem. Wszyscy w pociągu zginęli, a sztandar prawdopodobnie spłonął. Według innej wersji, sztandar znalazł się na Węgrzech.

 Wersja ppłk. dypl. Władysława Steblika: sztandar 5 pspodh. został schowany w jakimś domu we wsi Prusy koło Skrobaczowa na północny zachód od Stopnicy.

 Ostatecznie losy sztandaru pozostają niewyjaśnione.

### Odznaka pułkowa
Zatwierdzona w Dzienniku Rozkazów Ministerstwa Spraw Wojskowych nr 13, poz. 129 z 23 kwietnia 1929.
Odznaka ma kształt łamanego krzyża o biało emaliowanych trapezowatych ramionach. W centrum okrągła biała tarcza z numerem 5, otoczona kołem z napisem 5 PUŁK STRZELCÓW PODHAL. Między ramionami krzyża stylizowane orły bez korony, nazywane orłami skalnymi. Jednoczęściowa – oficerska, wykonana w srebrze, emaliowana. Wymiary: 38x38 mm. Wykonanie: Wiktor Gontarczyk – Warszawa.

## Strzelcy podhalańscy
| Dowódcy pułku                            | Dowódcy pułku                        | Dowódcy pułku                   |
| Stopień imię i nazwisko                  | Okres pełnienia służby               | Kolejne stanowisko              |
| ---------------------------------------- | ------------------------------------ | ------------------------------- |
| mjr Henryk Witkowski                     | 8 XII 1918 – 5 I 1919 we Włoszech    |                                 |
| ppłk Franciszek Kozłowski                | 6 I – 4 II 1919 we Francji           |                                 |
| płk Marian Mercier                       | 5 II – 19 X 1919 we Francji i Polsce |                                 |
| ppłk / płk Eugeniusz Stecz               | 20 X 1919 – 20 V 1920                |                                 |
| mjr Józef Liwacz                         | 21 V – 8 VIII 1920                   |                                 |
| płk Bronisław Krzywobłocki               | 9 – 13 VIII 1920                     |                                 |
| mjr Józef Liwacz                         | 14 – 28 VIII 1920                    |                                 |
| płk Jan Branicki                         | 29 VIII 1920 – 19 III 1927           |                                 |
| płk Filip Brzezicki                      | 14 IV 1927 – 20 I 1930               |                                 |
| płk piech. Julian Janowski               | 21 I 1930 – 1936                     |                                 |
| ppłk dypl. Tadeusz Klimecki              | 1936 – 1938                          |                                 |
| ppłk piech. Antoni Żółkiewski            | 1938 – 1939                          |                                 |
| Zastępcy dowódcy pułku                   |                                      |                                 |
| ppłk piech. Tadeusz dowódcy 75 pp)       | 10 VII 1922 – 9 III 1923             | p.o. dowódcy 75 pp              |
| mjr / ppłk piech. Apolinary Klimaszewski | 18 IV 1923 – 5 V 1927                | dyspozycja dowódcy OK X         |
| mjr / ppłk piech. Władysław Wojakowski   | 5 V 1927 – 31 III 1930               | kierownik Okr. Urz. WFiPW DOK V |
| ppłk piech. Stefan III Michalski         | III 1930 – VII 1935                  | dowódca 66 pp                   |
| ppłk dypl. Tomasz Kazimierz Rybotycki    | VII 1935 - 1937 ? 1938               | I zastępca dowódcy 57 pp        |
| ppłk piech. Jan Matuszek                 | do VIII 1939                         |                                 |
| mjr / ppłk piech. Ludwik Dudek (II zca)  | 18 IV 1935 – VIII 1939               |                                 |

### Żołnierze pułku – ofiary zbrodni katyńskiej
Biogramy ofiar zbrodni katyńskiej znajdują się między innymi w bazach udostępnionych przez Ministerstwo Kultury i Dziedzictwa Narodowego oraz Muzeum Katyńskie.
| Nazwisko i imię       | stopień              | zawód           | miejsce pracy przed mobilizacją | zamordowany |         |
| --------------------- | -------------------- | --------------- | ------------------------------- | ----------- | ------- |
| Bernatowicz Henryk    | kapitan rezerwy      | nauczyciel      | kier. szkoły w Sąsiadowicach    | ULK         |         |
| Chat Zenon            | ppor. rez.           | handlowiec      |                                 | Katyń       |         |
| Kmiotek Marian        | porucznik rezerwy    | nauczyciel      | szkoła powszechna               | Charków     |         |
| Kwiatkowski Stanisław | podporucznik rezerwy | nauczyciel      | kier. szkoły w Pnikucie         | ULK         | Charków |
| Łabuzek Jerzy         | ppor. rez.           | policjant       | komisariat w Żyrardowie         | Katyń       |         |
| Misak Stiepan         | podporucznik rezerwy | agronom         | referent leśny                  | ULK         |         |
| Nieżyniecki Marian    | podporucznik rezerwy | urzędnik        |                                 | ULK         |         |
| Serwa Kazimierz       | porucznik rezerwy    |                 |                                 | Charków     |         |
| Siek Józef            | ppor. rez.           |                 | kmdt. powiatowy PW w Kostopolu  | Katyń       |         |
| Szababa Jan           | podporucznik rezerwy | nauczyciel      |                                 | ULK         |         |
| Świątek Karol         | podporucznik rezerwy | prawnik         | praktyka w Białymstoku          | Charków     |         |
| Wąsik Marian          | podporucznik rezerwy | prawnik, sędzia | Sąd Grodzki w Przemyślu         | ULK         |         |
| Wiśniowski Marian     | ppor. rez.           | prawnik         | Sąd Okręgowy w Warszawie        | Katyń       |         |
| Wyskiel Zbigniew      | ppor. rez.           | prawnik         |                                 | Katyń       |         |

## Upamiętnienie
Tradycje pułku w III Rzeczypospolitej kontynuował 5 Pułk Strzelców Podhalańskich im. gen. Andrzeja Galicy. Minister Obrony Narodowej, w swoim rozkazie z 2 sierpnia 1989, napisał między innymi:
[…] Dla uczczenia pamięci żołnierzy Września, dla zachowania najszczytniejszych tradycji naszego narodu i wojska rozkazuję przemianować 5 Pułk Strzelców Podhalańskich Ziemi Krakowskiej na 5 Pułk Strzelców Podhalańskich i przekazuję mu w dziedzictwie chlubne, bojowe tradycje 5 Pułku Strzelców Podhalańskich 22 Dywizji Piechoty Górskiej.

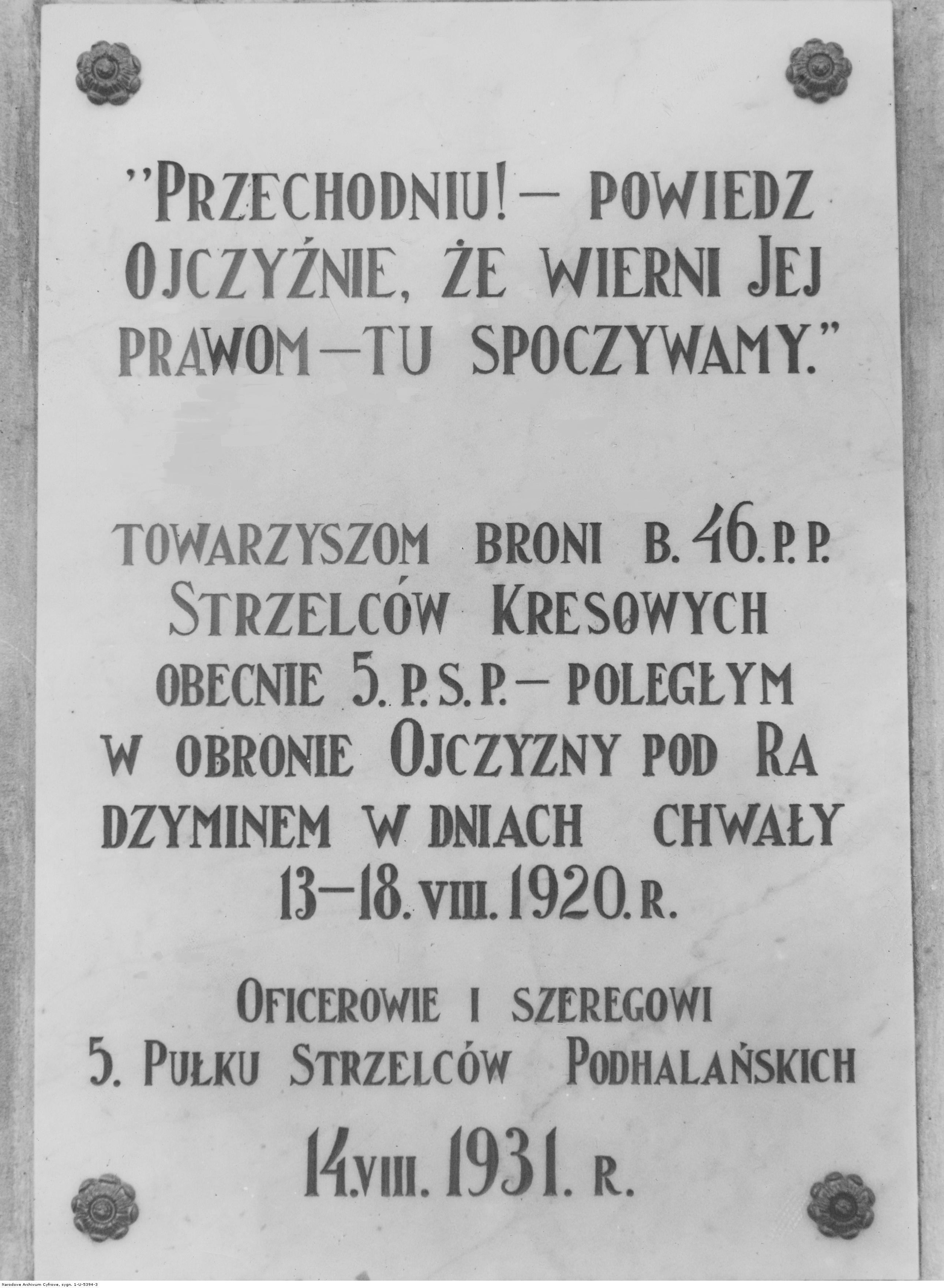
Tablica ku czci bohaterów 46 pułku piechoty strzelców kresowych
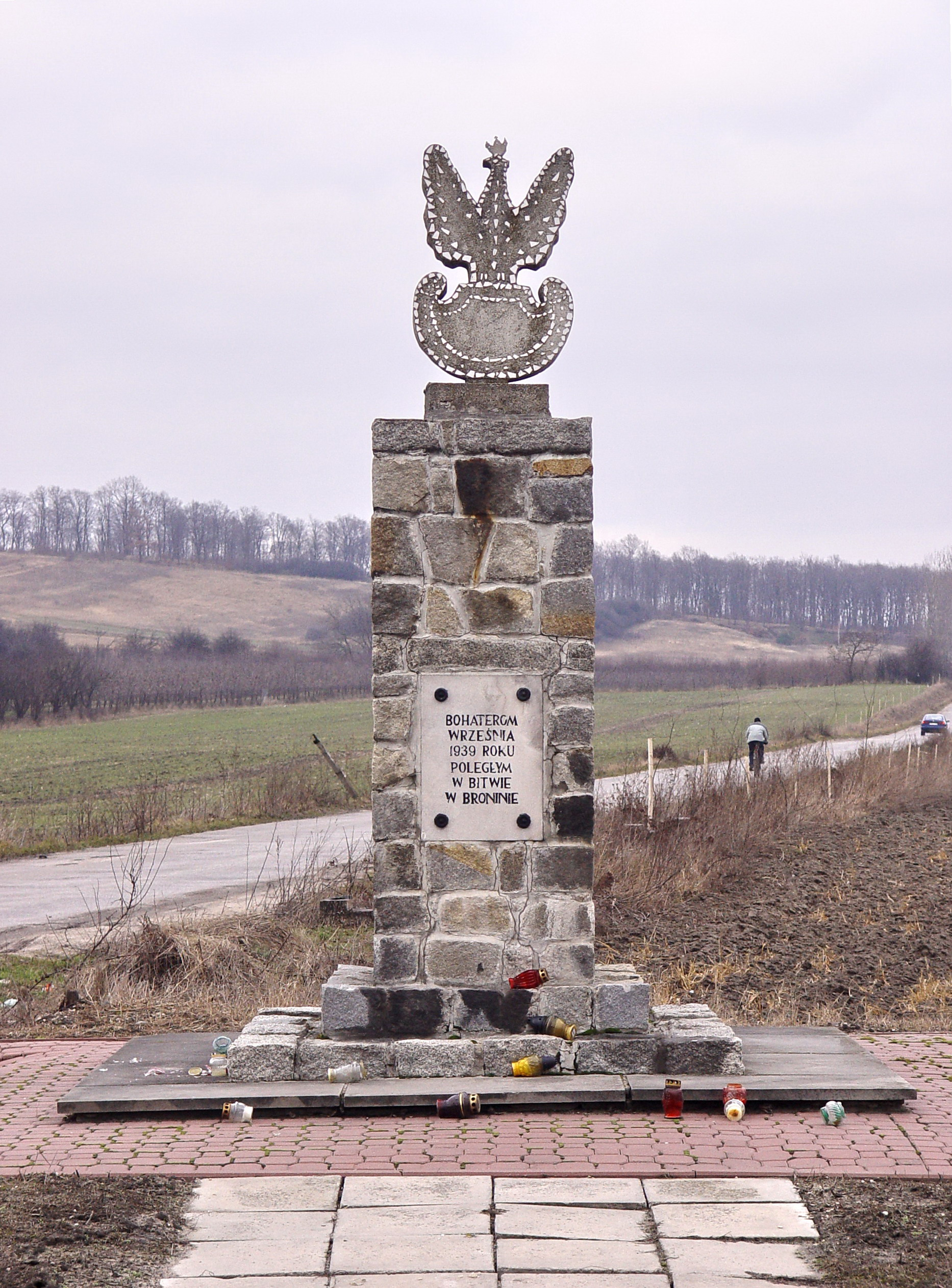
Bronina - pomnik żołnierzy 22 Dywizji Piechoty Górskiej poległych w bitwie pod Broniną
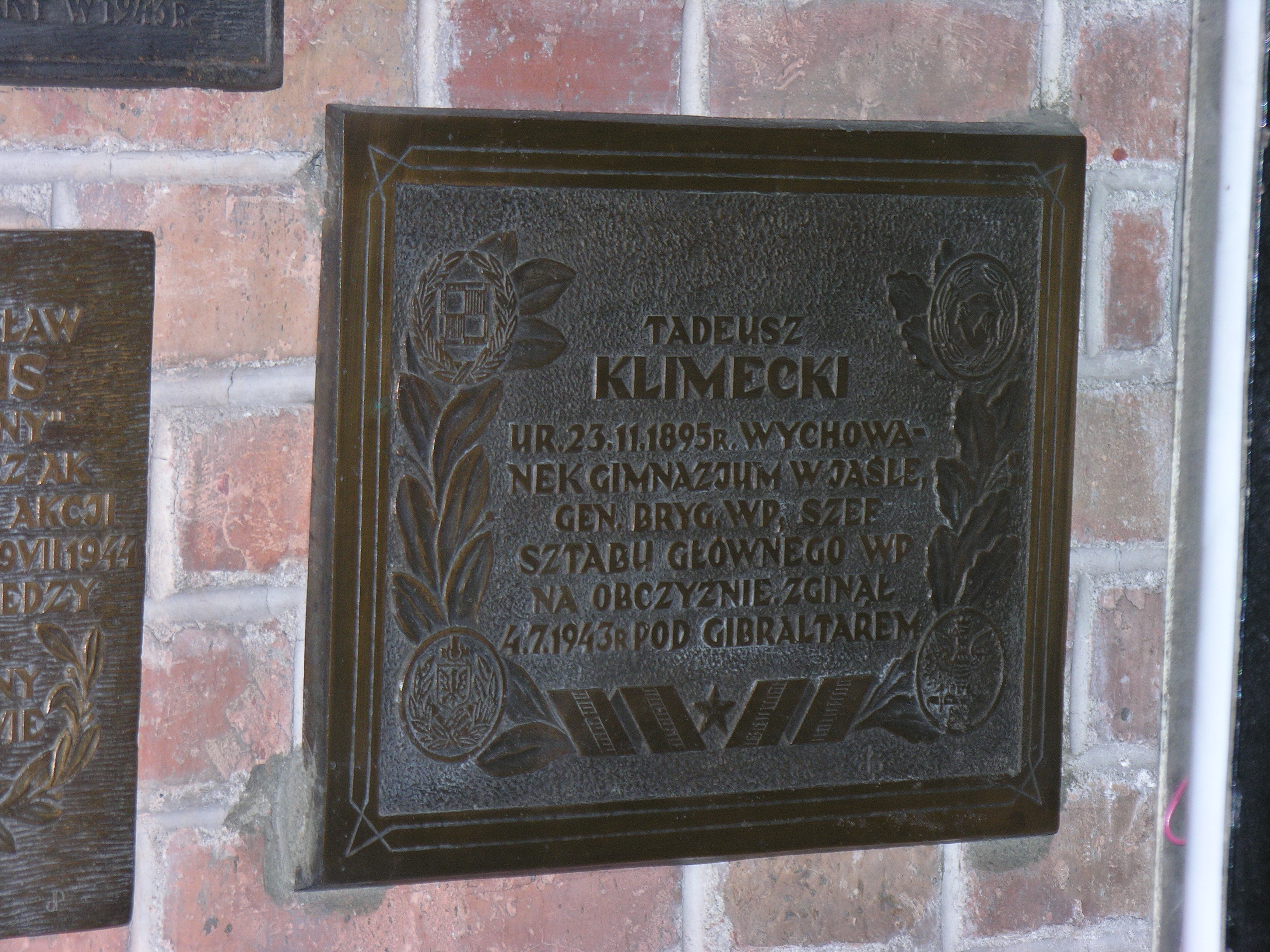
Tablica pamiątkowa w Jaśle na cześć Tadeusza Klimeckiego
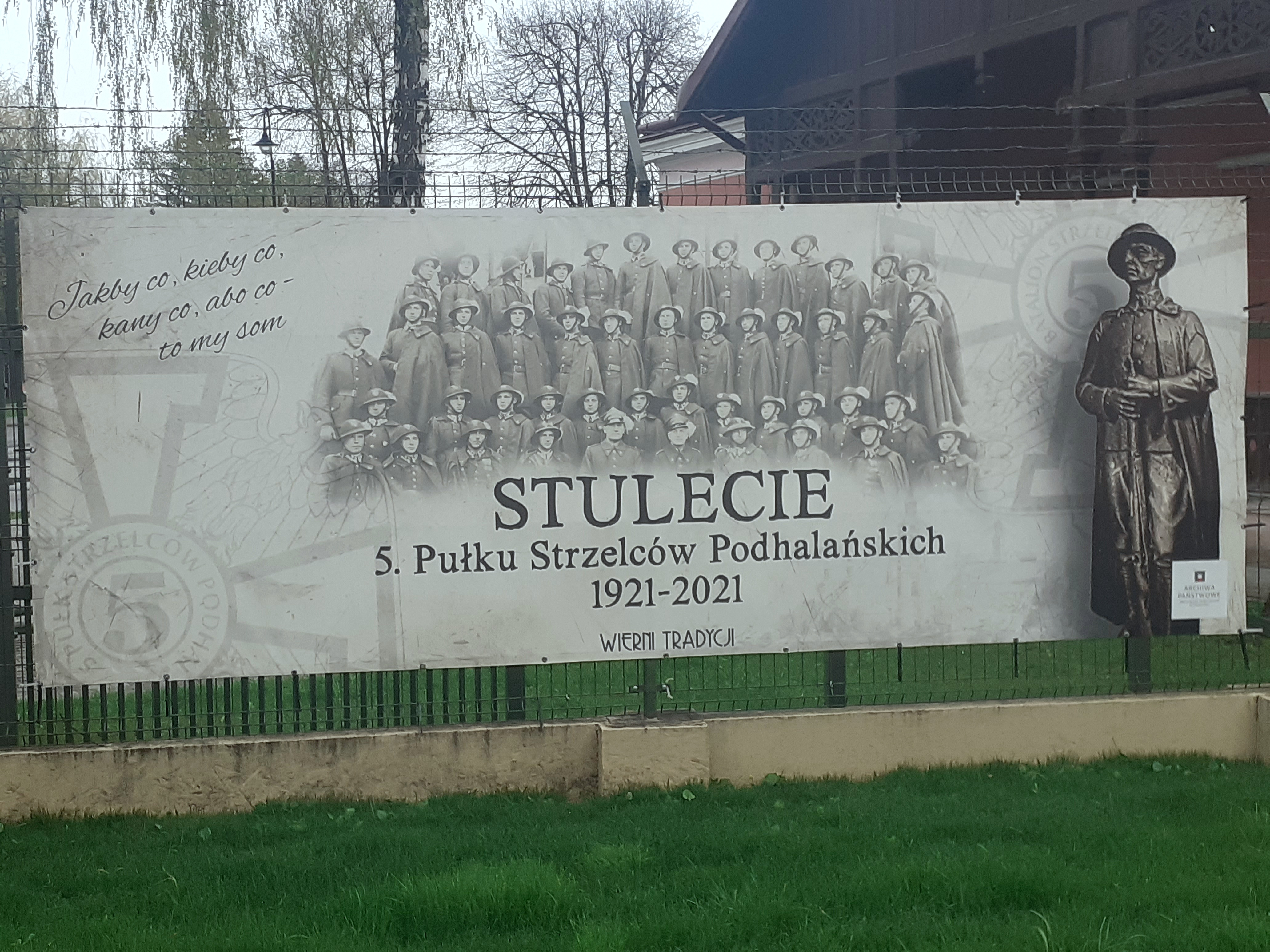
Baner upamiętniający na siedzibie 5 bsp w Przemyślu